# Wegrace 500 cc
De 500cc-klasse is een voormalige wegraceklasse in de motorsport. In deze klasse werd gestreden om de wereldtitel in het FIM wereldkampioenschap wegrace, maar ook in het Europees kampioenschap wegrace en de Senior TT. 

## Geschiedenis
Net als de andere op cilinderinhoud gebaseerde klassen (50-, 80-, 125-, 250- en 350 cc) diende de inhoudsklasse om wegraces eerlijker te maken. Toen rond 1904 de eerste motorraces werden georganiseerd was daar nog geen sprake van. Elke organisatie hanteerde eigen reglementen en zelfs de oprichting van de Fédération Internationale des Clubs Motocyclistes eind 1904 bracht daar geen verandering in. Dat had twee oorzaken: deze FICM was in het begin nog te zwak en de ontwikkelingen van de motorfietsen gingen te snel. Ook vermeldden motorfabrikanten in het begin van de 20e eeuw de cilinderinhoud helemaal niet: men leverde motorfietsen met een bepaald vermogen en dat werd dan ook in advertenties vermeld. Zo vond men reglementen gebaseerd op het brandstofverbruik, het gewicht, het aantal cilinders of combinaties daarvan. Als een bepaalde motorfiets te snel bleek werden reglementen soms jaarlijks aangepast.

### Isle of Man TT
De TT van Man werd al snel een van de belangrijkste races in Europa, maar ook de organiserende Auto-Cycle Union worstelde met de reglementering. Zij begon in 1907 met twee klassen: één- en tweecilinders met een beperkt brandstofverbruik. De tweecilinders waren in die tijd nog in het nadeel omdat ze veel trager waren dan de eencilinders. De beperking van het brandstofverbruik was nodig om de Fransen met hun speciale maar dorstige racemotoren buiten de deur te houden. In 1909 werd voor het eerst de cilinderinhoud gereglementeerd, maar er was maar één klasse, die bestond uit eencilinders tot 500 cc en tweecilinders tot 750 cc. 

### 500cc-klasse
In 1912 ging men voor het eerst over tot cilinderinhoudsklassen zonder het aantal cilinders in aanmerking te nemen. De TT van Man kreeg nu haar Senior TT met motoren tot 500 cc en haar Junior TT met motoren tot 350 cc. Daarmee was de 500cc-klasse geboren. Frank A. Applebee, een motorfietshandelaar uit Walthamstow (Groot-Londen), werd tijdens de Senior TT van 1912 met een Scott de eerste die een officiële 500cc-race wist te winnen. Toen de ACU samen met de Nederlandsche Motorwielrijders Vereeniging in 1912 de FICM nieuw leven inblies werd dit al snel een sterke, internationale organisatie, die internationale wedstrijden onder vergelijkbare reglementen kon organiseren, maar door het uitbreken van de Eerste Wereldoorlog moest men daarmee wachten tot de eerste helft van de jaren twintig. De TT van Man kende intussen naast de Senior- en de Junior TT ook nog de Lightweight TT met motoren tot 250 cc.

#### Afbeeldingen Isle of Man TT

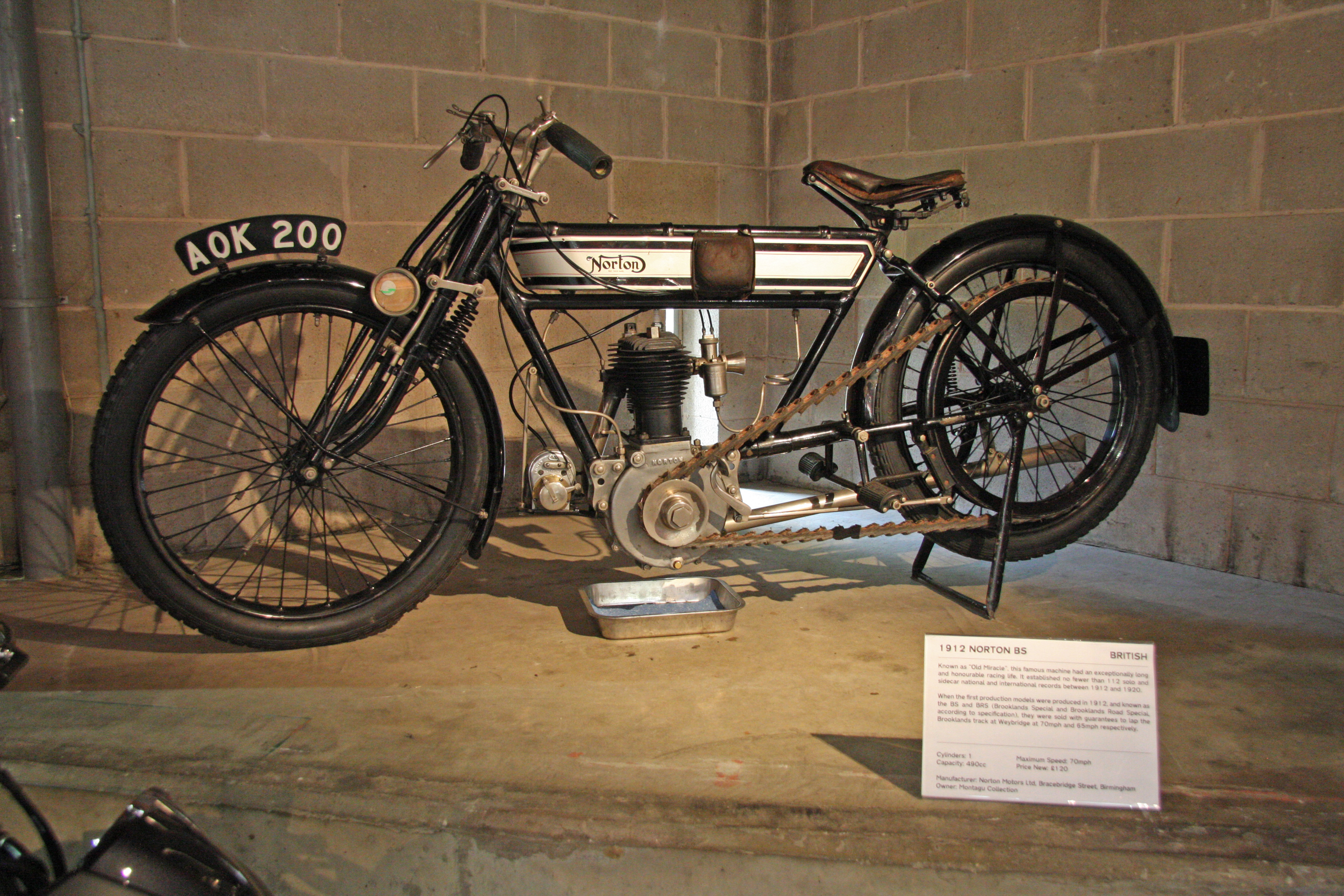
Norton Model 7 "Brooklands Special", de "racer voor de gewone man" uit 1912
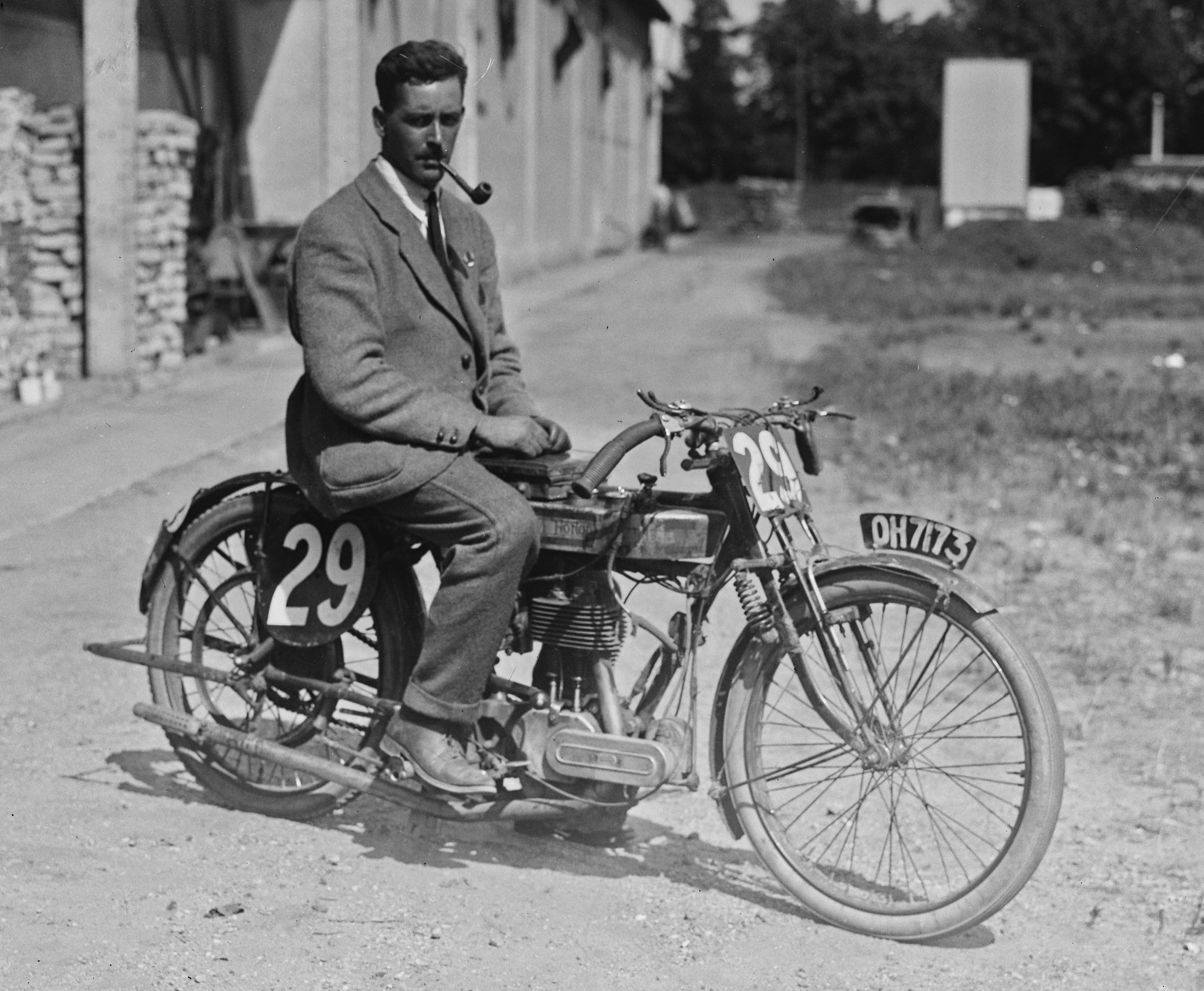
Graham Walker op zijn Norton Model 9 TT in 1921
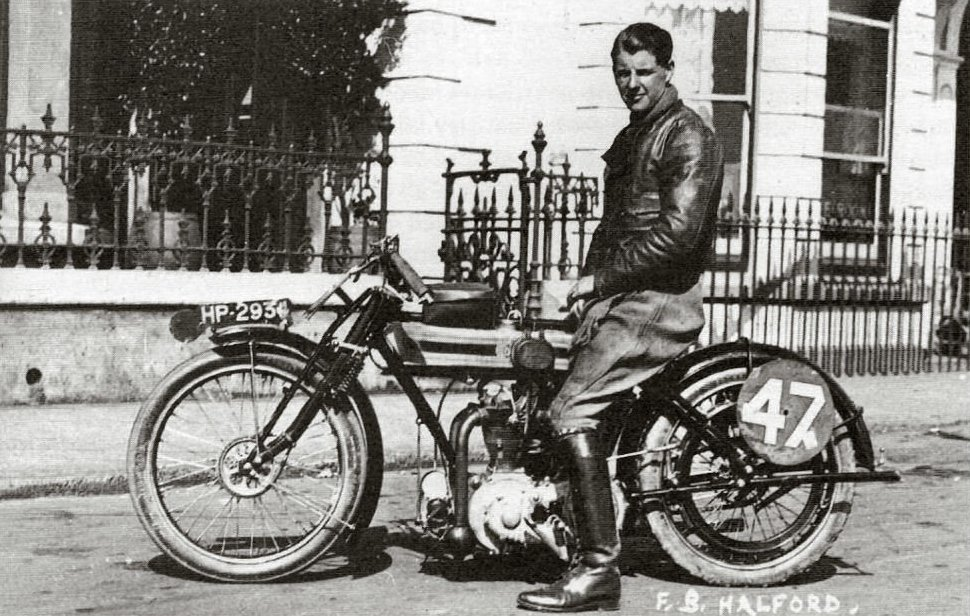
Frank Halford werkte bij Engine Patents Ltd. van de beroemde constructeur Harry Ricardo. Daarom had hij de middelen om een 550cc-Triumph Model SD zijklepper om te bouwen tot een 500cc-kopklepper, de Triumph Ricardo
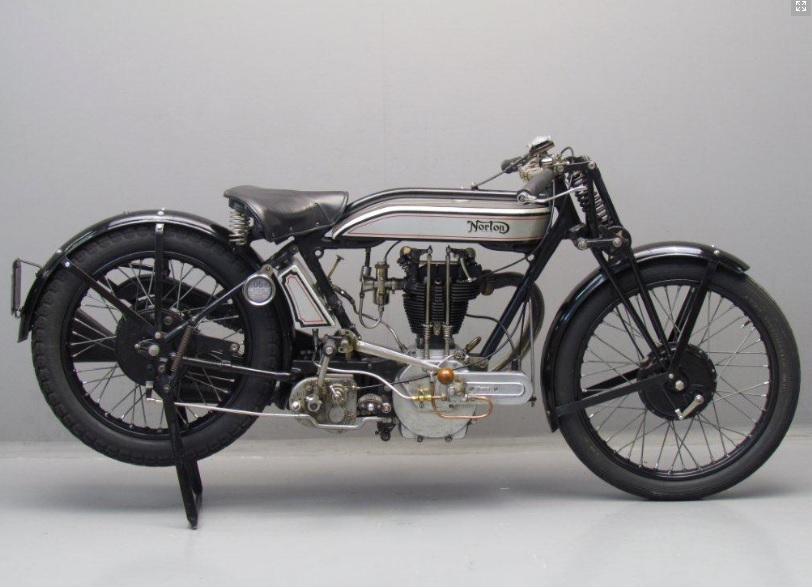
Norton zou heel lang een grote rol in de 500cc-wegrace spelen. Het begon allemaal met het Model 18, waarmee Alec Bennett de Senior TT van 1924 won.

### Europees kampioenschap wegrace
Toen het in 1924 eindelijk tot een Europees kampioenschap kwam, omarmde de FICM de reglementen van de Isle of Man TT en werd er gereden in de klassen 250-, 350- en 500 cc. In tegenstelling tot het latere wereldkampioenschap wegrace werd het Europees kampioenschap in eendagswedstrijden beslist. Daardoor boette het aan belang in en bleef de TT van Man voor velen de belangrijkste race van het jaar. De eerste Europees kampioen in de 500cc-klasse werd Guido Mentasti met een Moto Guzzi.
Fabrikanten speelden in op de bestaande klassenindeling door speciale racemachines met kopklepmotoren te ontwikkelen, zoals de Norton CS1, de Rudge Ulster, Moto Guzzi C4V en het AJS Model 10, waarmee Jimmie Simpson in 1926 Europees kampioen werd.
In de jaren dertig veranderden de 500cc-racers niet veel. Over het algemeen waren het eenvoudige, lichte eencilinderviertaktmotoren met kopkleppen, soms met bovenliggende nokkenasssen die aangestuurd werden door een koningsas. De 350- en de 500cc-klassen kregen vergelijkbare machines, waarbij de beste in het Verenigd Koninkrijk door Norton, AJS, Rudge en Velocette werden gebouwd. Pas in de laatste jaren voor de oorlog vond er een verschuiving plaats, toen zowel Adolf Hitler als Benito Mussolini veel belang hechtten aan sportprestaties, waaronder ook de auto- en motorsport. Voor BMW betekende dat extra geld voor de ontwikkeling van de de BMW RS 500 met compressor. Hoewel de band tussen Mussolini en Moto Guzzi sterk was, was het Gilera dat de Gilera Rondine met compressor uitbracht. Er ontstond nu een competitie tussen de Duitsers en de Italianen om de bouw van de sterkste motor. Terwijl de snelste Norton International op 50 pk bleef steken, leverde de BMW 59 pk, maar de viercilinder Gilera Rondine werd in 1939 opgegeven voor niet minder dan 86 pk. Het vermogen van de viercilinder Bianchi 500 Compressore is niet bekend. Voor de TT van Man, nog steeds de belangrijkste race in Europa, maakte dat aanvankelijk niet veel uit. De Duitse en Italiaanse coureurs kenden de Snaefell Mountain Course, een 60km-lang stratencircuit, niet. Moto Guzzi won de Senior TT van 1935 door de Ier Stanley Woods in te huren. In 1938 was de compressor-BMW klaar en BMW huurde voor de zekerheid de Brit Jock West in, maar de BMW was zo sterk dat Schorsch Meier de Senior TT van 1939 met gemak won. Meier was in 1938 al Europees kampioen geworden. In 1939 werd Dorino Serafini Europees kampioen met de Gilera Rondine. In 1940 bouwde Moto Guzzi nog de Moto Guzzi Tre Cilindri met compressor, maar het uitbreken van de oorlog stopte de ontwikkeling.
Na de Tweede Wereldoorlog lagen de kansen heel anders. De Duitsland werd uitgesloten van veel internationale wedstrijden en de FIM besloot de Britse merken te bevoordelen door het gebruik van compressoren voorlopig te verbieden. Het sloot de BMW RS 500, de Gilera Rondine maar ook de "geblazen" DKW's en NSU's en de Moto Guzzi Compressore 250 uit. Toch waren de Italianen niet uitgespeeld. Omobono Tenni werd met een Moto Guzzi Bicilindrica 500 Europees kampioen in 1947 en Enrico Lorenzetti werd met dezelfde motor Europees kampioen in 1948. Omdat de ontwikkeling tijdens de oorlog had stilgestaan, werd er gereden met vooroorlogse machines, die wel veel minder vermogen leverden door de schrale, minder klopvaste benzine die ook nog eens op de bon was. 

### Europese Kampioenen
|  | Kampioen won in dat seizoen ook de Europese titel 350 cc |

| Seizoen                                                   | Coureur            | Merk        |
| --------------------------------------------------------- | ------------------ | ----------- |
| 1924                                                      | Guido Mentasti     | Moto Guzzi  |
| 1925                                                      | Mario Revelli      | GR-JAP      |
| 1926                                                      | Jimmie Simpson     | AJS         |
| 1927                                                      | Graham Walker      | Sunbeam     |
| 1928                                                      | Wal Handley        | Motosacoche |
| 1929                                                      | Percy "Tim" Hunt   | Norton      |
| 1930                                                      | Henry Tyrell-Smith | Rudge       |
| 1931                                                      | Percy "Tim" Hunt   | Norton      |
| 1932                                                      | Piero Taruffi      | Norton      |
| 1933                                                      | Gunnar Kalén       | Husqvarna   |
| 1934                                                      | Pol Demeuter       | FN          |
| 1935                                                      | Jimmie Guthrie     | Norton      |
| 1936                                                      | Jimmie Guthrie     | Norton      |
| 1937                                                      | Jimmie Guthrie     | Norton      |
| 1938                                                      | Schorsch Meier     | BMW         |
| 1939                                                      | Dorino Serafini    | Gilera      |
| 1947                                                      | Omobono Tenni      | Moto Guzzi  |
| 1948                                                      | Enrico Lorenzetti  | Moto Guzzi  |
| Onderbreking wegens invoering wereldkampioenschap wegrace |                    |             |
| 1981                                                      | Leandro Becheroni  | Suzuki      |
| 1982                                                      | Fabio Biliotti     | Suzuki      |
| 1983                                                      | Peter Sköld        | Suzuki      |
| 1984                                                      | Eero Huvärinen     | Suzuki      |
| 1985                                                      | Marco Gentile      | Yamaha      |
| 1986                                                      | Massimo Messere    | Honda       |
| 1987                                                      | Manfred Fischer    | Honda       |
| 1988                                                      | Alberto Rota       | Honda       |
| 1989                                                      | Peter Lindén       | Honda       |

### Wereldkampioenschap wegrace

#### Jaren vijftig
In de jaren veertig had de racerij door de Tweede Wereldoorlog grotendeels stilgelegen en dat gold ook voor de ontwikkelingen aan de motorfietsen. Men pakte de draad weer op met vooroorlogse machines, maar toen in de jaren vijftig de ontwikkeling van racemotoren weer serieuzer werd aangepakt, bleef die beperkt tot 250- en 500cc-machines. Snelle 350cc-motoren waren toen al grotere versies van de 250cc-machines of verkleinde 500cc-racers. Toch zou er al snel een grote strijd ontstaan, waarbij de constructeurs zo belangrijk werden dat ze soms door andere merken "weggekocht" werden. Joe Craig, die jaren voor Norton had gewerkt, bouwde de AJS Porcupine, een tweecilinder waarmee Les Graham in het seizoen 1949 de eerste wereldkampioen werd. Nipt, hij dankte zijn titel aan het feit dat hij zijn machine tijdens de Senior TT als tiende over de finish had geduwd. Daardoor telde het extra punt voor de snelste ronde en versloeg hij Nello Pagani met zijn Gilera 500 4C. Die Gilera was ontwikkeld door Piero Remor. In het seizoen 1950 was de rol van AJS alweer uitgespeeld. Craig was terug bij Norton, waar hij de problemen met het Garden gate frame probeerde op te lossen. Hij werd geholpen door de Ierse broers Rex en Cromie McCandless, die het Featherbed frame bouwden. Dit frame had dermate goede stuurkwaliteiten, dat het het gebrek aan vermogen lange tijd kon goedmaken. Geoff Duke kon in 1950 de strijd aangaan met de Gilera van Umberto Masetti (Gilera), maar hij kon niet voorkomen dat Masetti wereldkampioen werd. Intussen had de eigenaar van de helikopterfabriek MV Agusta, graaf Domenico Agusta besloten om zich met de zwaarste raceklasse te gaan bemoeien. Hij huurde Piero Remor in, die de MV Agusta 500 4C in 15 weken ontwikkelde. Dat was ook niet zo moeilijk, want de motor was een vrij exacte kopie van Remor's Gilera 500 4C. MV startte slechts in enkele races en speelde nog geen rol in het WK. Het seizoen 1951 werd een prooi voor Geoff Duke met zijn Norton Manx. Hij versloeg Alfredo Milani (Gilera) met een redelijke puntenvoorsprong. MV Agusta kocht Les Graham weg bij AJS, maar hij haalde geen enkele keer de finish. In het seizoen 1952 werd Geoff Duke weliswaar wereldkampioen in de 350cc-klasse, maar hij raakte bij een niet-WK-race geblesseerd en moest de 500cc-titel laten schieten. Umberto Masetti werd met de Gilera wereldkampioen. MV Agusta wist zijn 500cc-racer tijdens dit seizoen goed door te ontwikkelen. Les Graham won de laatste twee races en werd tweede in het wereldkampioenschap. Er kwam een nieuwe kaper op de kust. Moto Guzzi had besloten dat de Bicilindrica 500 verouderd was en Carlo Giannini ontwikkelde de Quattro Cilindri, een tamelijk spectaculaire machine met langsgeplaatste motor en cardanaandrijving. Het opende ook zijn nieuwe windtunnel, waar de druppelstroomlijnen doorontwikkeld werden. Ook het seizoen 1953 werd een prooi voor Gilera, dat Geoff Duke had weggekocht bij Norton. Ook Reg Armstrong versterkte het team. Duke werd wereldkampioen, Armstrong tweede en Alfredo Milani derde. MV Agusta trok zich al na de eerste race terug, toen Les Graham tijdens de Senior TT dodelijk verongelukte. De Moto Guzzi Quattro Cilindri bleek nu al een misgreep. Fergus Anderson klaagde over het kanteleffect van de langsgeplaatste motor, waardoor de stuurkwaliteiten ernstig beïnvloed werden. Hij eindigde als negende in het wereldkampioenschap. In het seizoen 1954 leek de rol van Norton uitgespeeld. Bij de Italiaanse Gilera-rijders ontstond onrust omdat ze ondergeschikt werden aan Duke en Armstrong. Duke werd overtuigend wereldkampioen, met het dubbele puntenaantal van de tweede man. Maar dat was Ray Amm met zijn Norton Manx. MV Agusta kon geen rol van betekenis spelen. Dickie Dale werd slechts vierde, nog achter Ken Kavanagh met zijn slecht sturende Moto Guzzi. In het seizoen 1955 stopte Norton met haar fabrieksdeelname aan het WK. Ook BMW stopte, maar dat had nooit een grote rol in de 500cc-klasse gespeeld en richtte zich nu volledig op de zijspanklasse. Duke en Armstrong reden hun Gilera's naar de eerste twee WK-posities. Masetti werd met de MV Agusta derde. Moto Guzzi had de hoop op de Quattro Cilindri opgegeven. Als noodgreep boorde men de 350cc-eencilinder Monocilindrica op tot 500 cc, maar ook dat bracht geen succes. Ingenieur Giulio Cesare Carcano had voor Moto Guzzi inmiddels een spectaculaire motorfiets ontwikkeld, de Moto Guzzi Otto Cilindri (achtcilinder). De motorfiets werd in 1955 slechts getest, maar kwam nog niet aan de start. Tijdens de TT van Assen gebeurde iets dat het seizoen 1956 zou bepalen. Bij een rijdersstaking van de privérijders staken de Gilera-rijders Geoff Duke, Reg Armstrong, Giuseppe Colnago en Alfredo Milani hun nek uit. Ze steunden de privérijders en Duke dreigde zelfs dat het hele Gilera-team niet zou starten. De zaak werd in het najaar voorgelegd aan de Commission Sportive Internationale van de FIM, waarin minstens één belanghebbende van de Dutch TT zat, voorzitter Piet Nortier. Die commissie besloot dat Duke in 1956 zes maanden en de anderen vier maanden geschorst zouden worden. Daardoor miste Gilera de eerste twee (van zes) GP's en zo kon John Surtees (MV Agusta) met enig gemak wereldkampioen worden. Moto Guzzi kon ook niet profiteren van het wegblijven van Gilera. De Otto Cilindri was een grote teleurstelling. De machine was enorm sterk, maar de machine was erg onbetrouwbaar en het frame en de banden konden het vermogen niet aan. Tijdens testritten gebeurden enkele ongevallen en Ken Kavanagh weigerde er na de Belgische GP zelfs nog op te rijden. In het seizoen 1957 moest Gilera Geoff Duke door een blessure lang missen, maar de Gilera 500 4C was snel genoeg om Libero Liberati wereldkampioen te maken, voor zijn teamgenoot Bob McIntyre. Surtees werd met de MV Agusta slechts derde. Moto Guzzi werkte nog steeds aan de verbetering van haar achtcilinder, maar besefte dat er pas in het seizoen 1958 kans op succes was.

##### Machtsgreep van MV Agusta
Op 26 september 1957 maakten Gilera, Moto Guzzi, FB Mondial en MV Agusta bekend dat ze uit de wegrace zouden stappen. De kosten van het racen wogen niet op tegen de baten (verkopen). Dat klopte ook wel: buiten Italië werden de "klantenmachines" nauwelijks verkocht en dat was ook niet vreemd. Een Gilera 500 4C leverde 70 pk, maar klanten moesten het doen met de 25pk-sterke Saturno Sport. Moto Guzzi had ernome bedragen besteed aan de Quattro Cilindri en de Otto Cilindri, maar verkocht de 23pk-sterke Falcone Sport. Dat was allemaal veel minder dan de Britse paralleltwins intussen leverden. Daar kwam nog bij dat klanten die niet voor hun hobby motorreden nu ook een goedkope kleine auto konden aanschaffen. Voor MV Agusta ging dat allemaal niet op. Het motorracen was een (dure) hobby van Domenico Agusta, maar het bedrijf leefde van de bouw van helikopters. De verkoop van lichte 175cc-tweetakt-motorfietsjes was slechts bijzaak. MV Agusta verbrak de afspraak dan ook en werd nu onbedreigd 17 jaar achter elkaar wereldkampioen in de 500cc-klasse, met John Surtees (1958, 1959 en 1960), Gary Hocking (1961), Mike Hailwood (1963, 1964 en 1965), Giacomo Agostini (1966, 1967, 1968, 1969, 1970, 1971, 1972 en 1975) en Phil Read (1973 en 1974). 

##### Afbeeldingen jaren vijftig

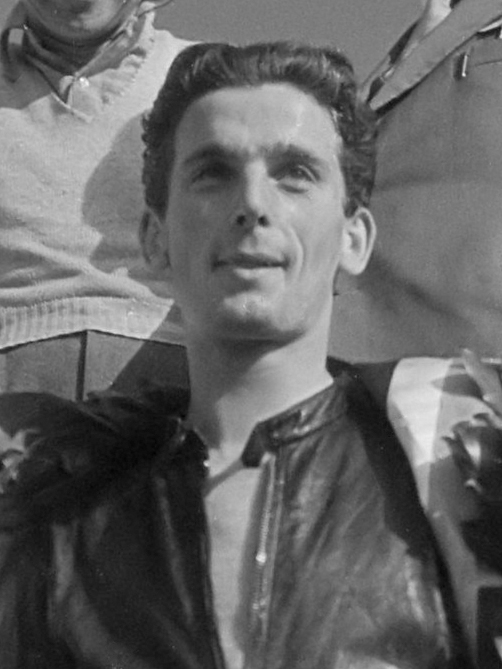
Umberto Masetti, wereldkampioen in 1950 en 1952
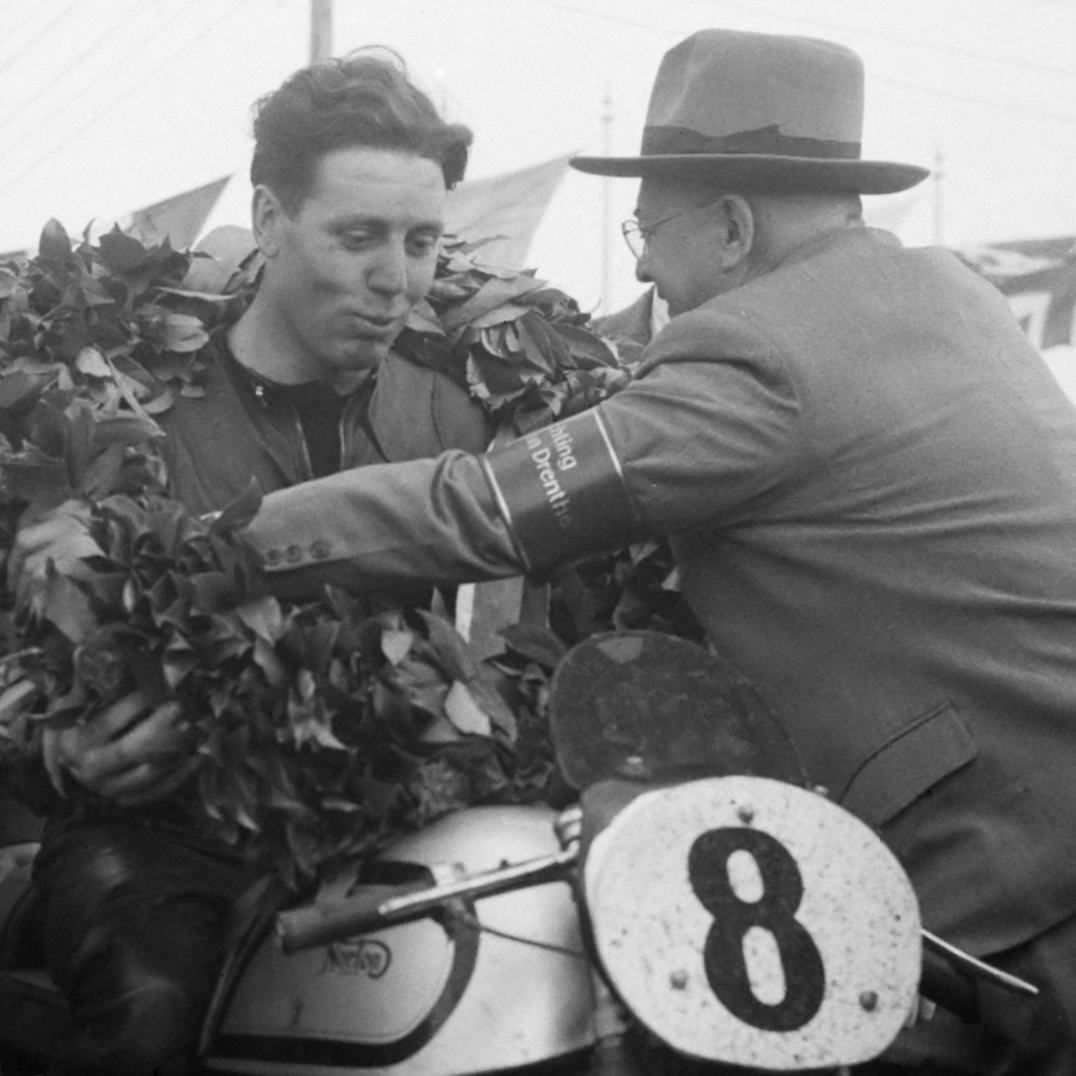
Geoff Duke, wereldkampioen in 1951, 1953, 1954 en 1955
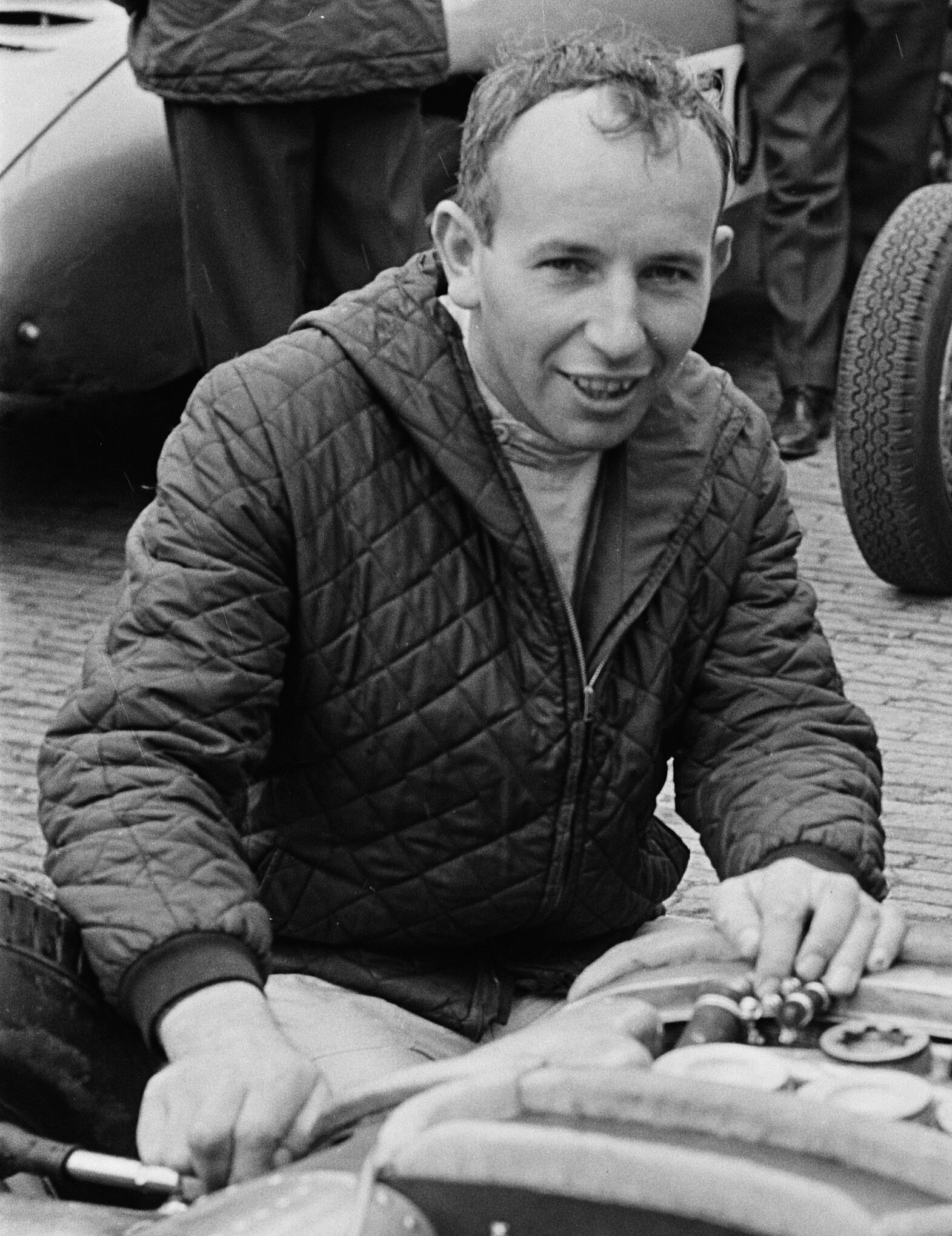
John Surtees, wereldkampioen in 1956, 1958, 1959 en 1960 (en in 1964 in de Formule 1)
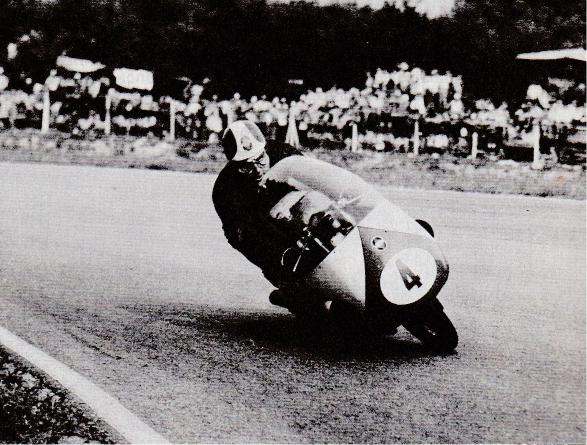
Libero Liberati, wereldkampioen in 1957
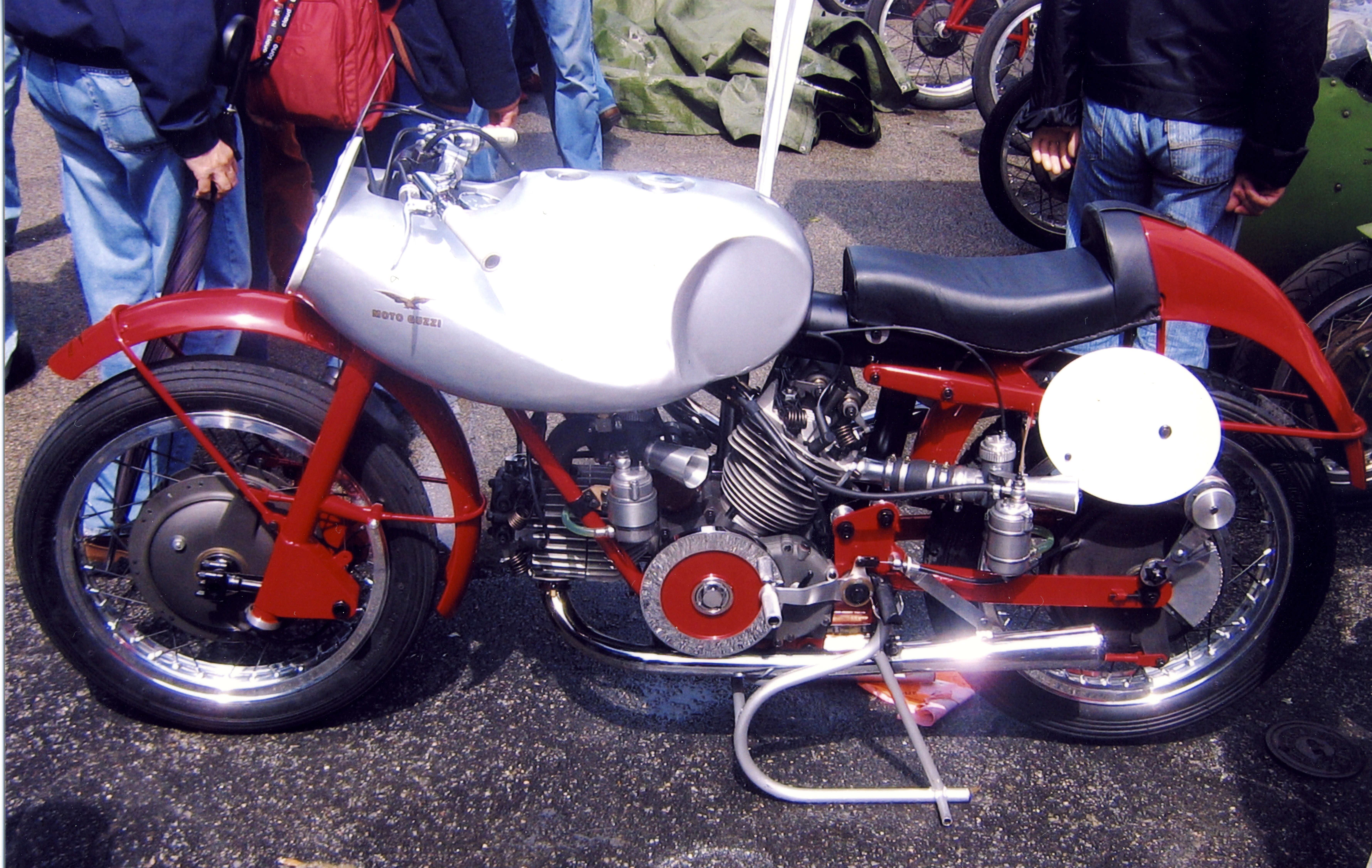
Moto Guzzi Bicilindrica 500 uit 1951
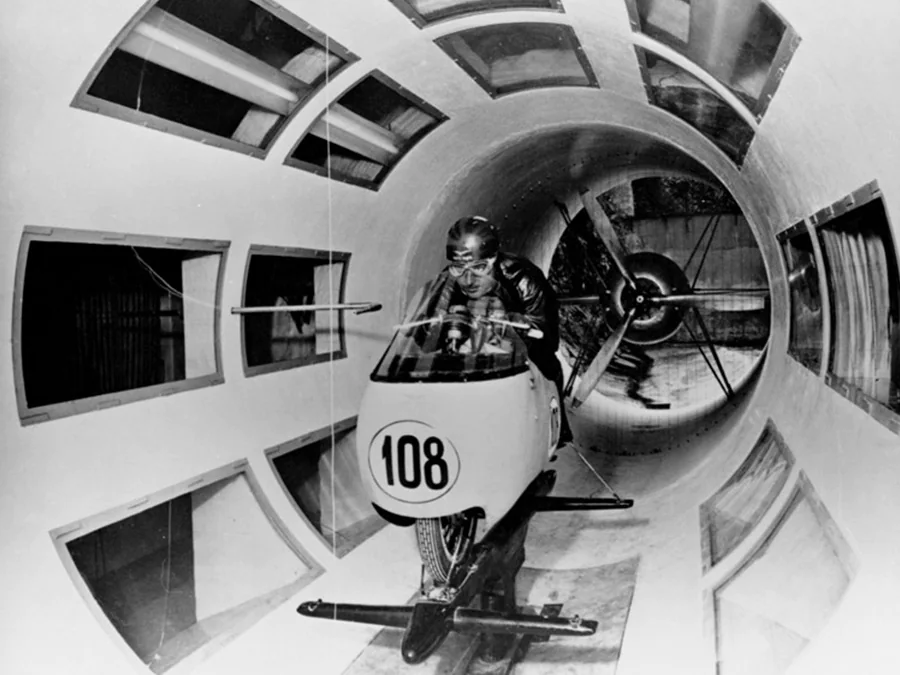
Moto Guzzi bouwde rond 1952 deze windtunnel...
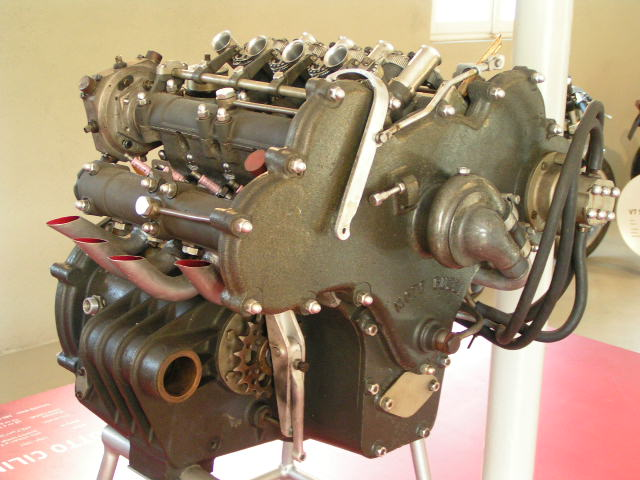
...en in 1955 deze Otto Cilindri V8
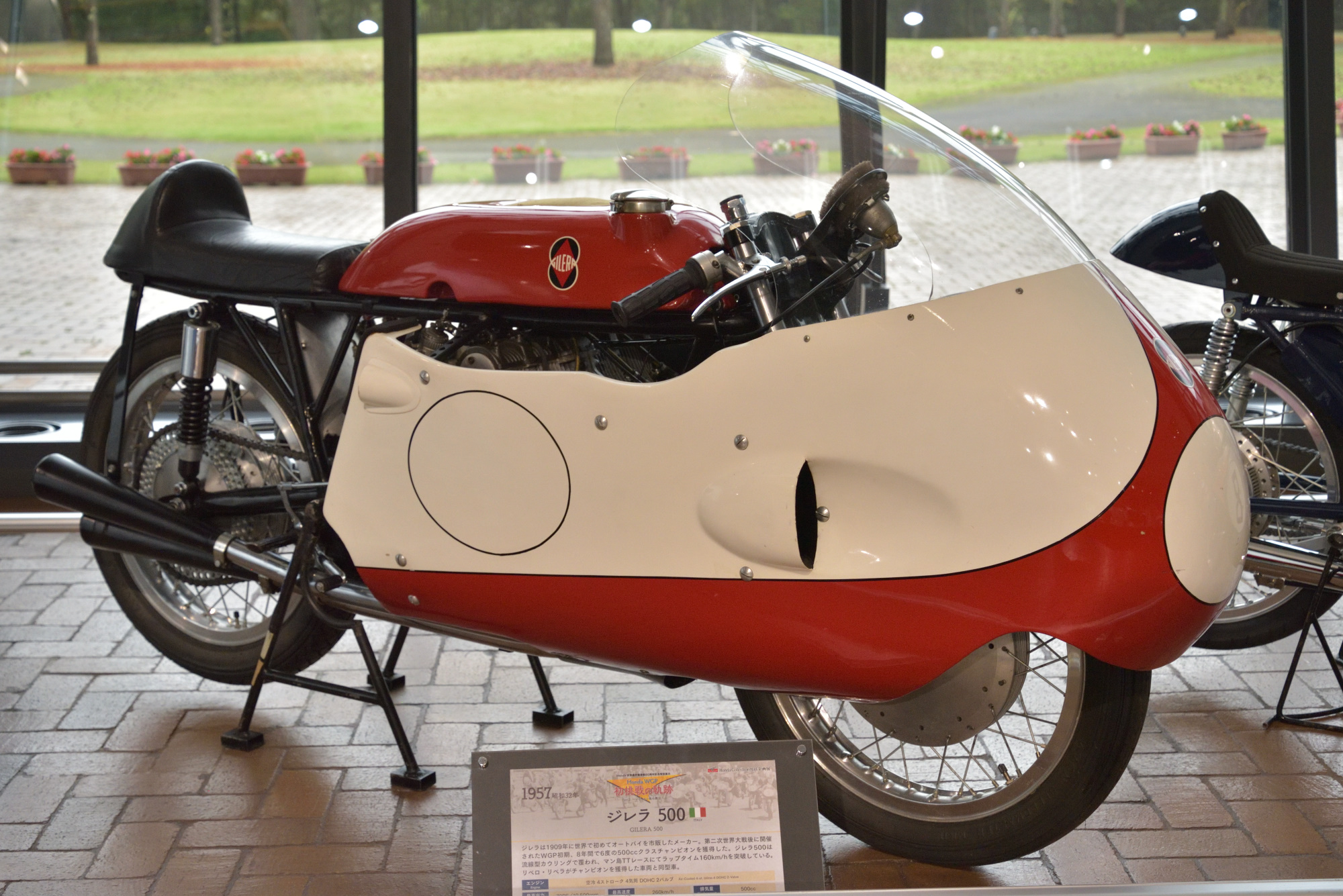
Gilera 500 4C, wereldkampioen in 1952, 1953, 1954, 1955 en 1957
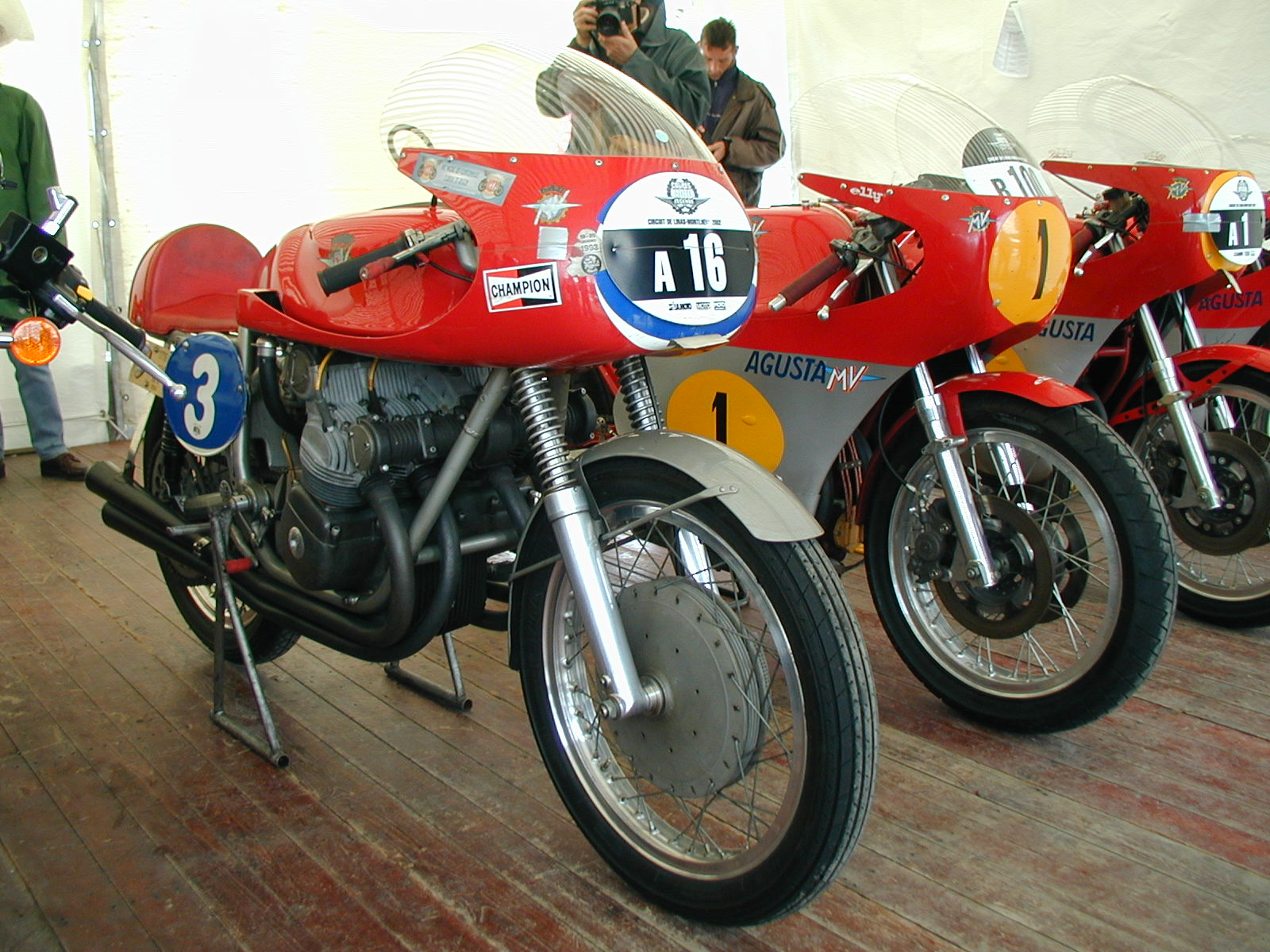
MV Agusta 500 4C uit 1956

#### Jaren zestig
Slechts twee keer werd MV Agusta bedreigd. Al in 1960 kwam bij Geoff Duke het plan op om met de drie jaar oude Gilera's die nog in de fabriek stonden te gaan racen. Het duurde enkele jaren, maar in het seizoen 1963 was het zover. Duke richtte de Scuderia Duke op. De (terechte) gedachte was dat MV Agusta bij gebrek aan tegenstand niet veel meer had ontwikkeld aan de 500 4C. Die zat nog op het niveau van 1957, toen de Gilera sneller was. Hij trok Derek Minter en John Hartle als rijders aan, maar toen Minter al vroeg in het seizoen geblesseerd raakte werd hij vervangen door Phil Read. Hartle en Read werden eerste en tweede tijdens de TT van Assen, waardoor ze in de WK-stand ook op de eerste en tweede plaats stonden. Tijdens het seizoen zette Mike Hailwood de zaken voor MV Agusta recht, mede omdat Scuderia Duke weliswaar snelle motorfietsen had, maar niet veel reservedelen. Bij gebrek aan rijklare machines konden Minter en Read niet mee naar de Finse Grand Prix en het team maakte de dure reis naar de Argentijnse GP niet. Uiteindelijk werd Hartle derde in het WK en Read vierde. MV Agusta kwam met de schrik vrij. De volgende aanval kwam van Honda, dat met haar snelle viertakt-multicilinders al jaren grossierde in wereldtitels in de lichte klassen. In het seizoen 1966 kwam het aan de start met de 500cc-Honda RC 181. MV Agusta had nu wel nieuwe motorfietsen, de MV Agusta 500 3C met een door Arturo Magni ontwikkeld frame. De machine was qua vermogen ongeveer gelijk aan de Honda, maar stuurde aanmerkelijk beter. Met Hailwood op de Honda RC 181 kreeg MV Agusta voor het eerst sinds 1958 een sterke tegenstander, maar Honda wedde op twee paarden: Jim Redman werd eerste rijder en teammanager en Hailwood moest in de eerste GP zelfs zijn machine aan Redman afstaan. Door valpartijen en tegenslagen kon Hailwood pas in de vierde Grand Prix, die van Tsjecho-Slowakije, zijn eerste punten pakken. Redman brak bij de TT van Assen een arm en was uitgeschakeld. In die race kwam Agostini aan de start met een nieuwe machine, de driecilinder MV Agusta 500 3C, die toen nog niet meer dan een tot 420 cc opgeboorde MV Agusta 350 3C was. In de DDR vielen zowel Hailwood als Agostini uit. Agostini vernielde zijn nieuwe driecilinder bij een valpartij en moest daarna weer teruggrijpen op de oude MV Agusta 500 4C. Drie wedstrijden voor het einde van het seizoen konden Redman, Hailwood en Agostini nog wereldkampioen worden. Hailwood won er twee, maar in Monza moesten zijn monteurs uit twee kapotte Honda's één goede bouwen, waardoor tijd voor een goede afstelling ontbrak. Hailwood viel uit en Agostini werd wereldkampioen 500 cc. Dat deed hij weer met de driecilinder, die inmiddels 500 cc mat. Het seizoen 1967 was erg spannend. Agostini en Hailwood wonnen hun wedstrijden zo ongeveer beurtelings en pas in de voorlaatste race in Monza stelde Agostini de wereldtitel bijna zeker: in de Grand Prix van Canada hoefde hij slechts 1 punt te scoren. Hij werd achter Hailwood tweede en daardoor wereldkampioen. Aan het begin van het seizoen 1968 nam Honda een opmerkelijke stap: het stapte uit het WK wegrace terwijl de contracten met de coureurs al getekend waren. Zij mochten hun fabrieksracers houden, maar niet in het WK starten. Honda concentreerde zich met John Surtees als coureur nu volledig op de Formule 1, maar had zijn ingenieurs ook nodig voor de ontwikkeling van de Honda CB 750. Nu Honda van het toneel was verdwenen had MV Agusta weer vrij spel. Agostini won in het seizoen 1968 al zijn races in de 350- en de 500cc-klasse. Dat was waarschijnlijk in het seizoen 1969 ook gebeurd, als Domenico Agusta niet had besloten niet aan de laatste twee GP's deel te nemen. 

##### Afbeeldingen jaren zestig

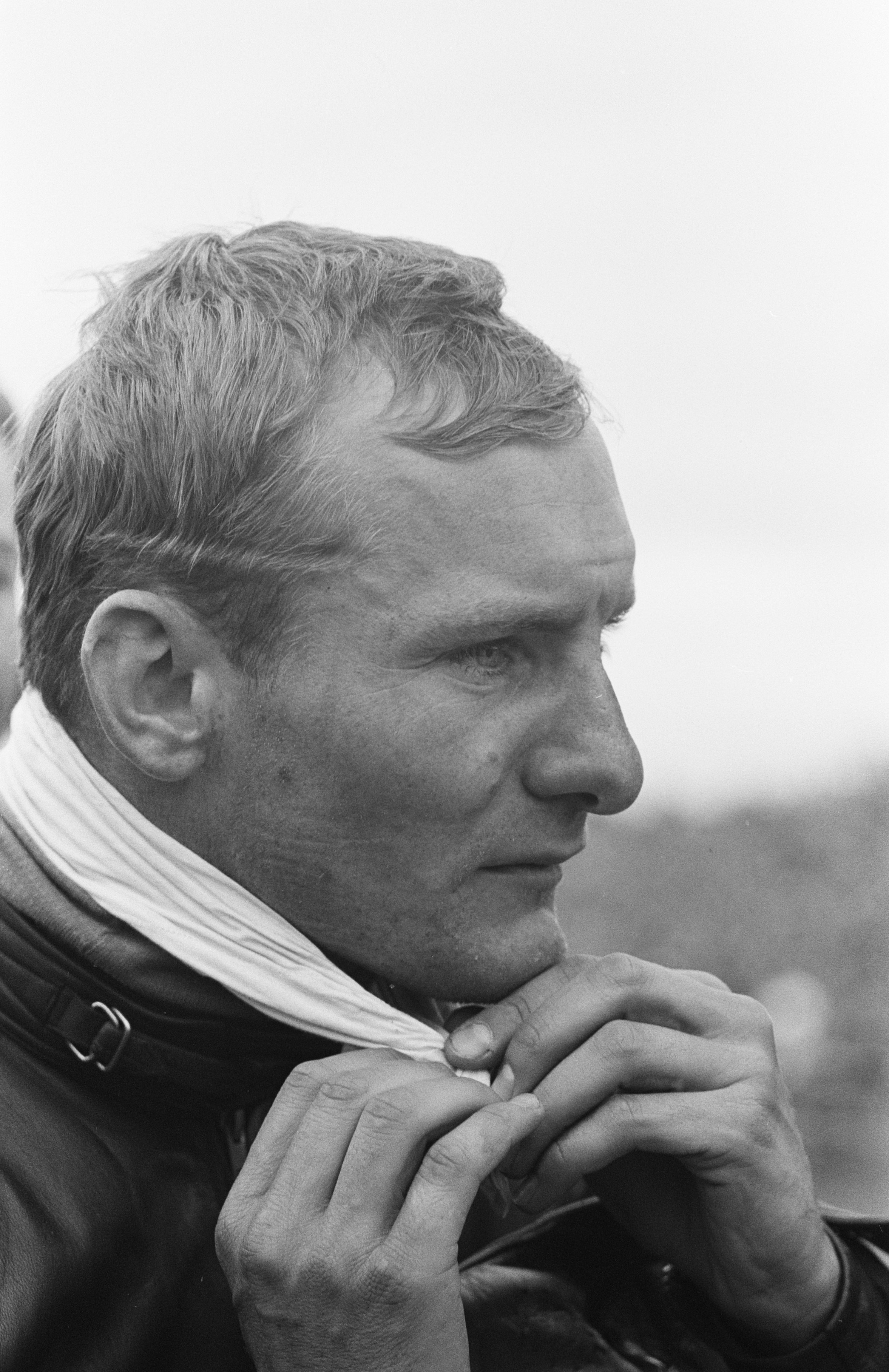
Mike Hailwood, wereldkampioen in 1962, 1963, 1964 en 1965
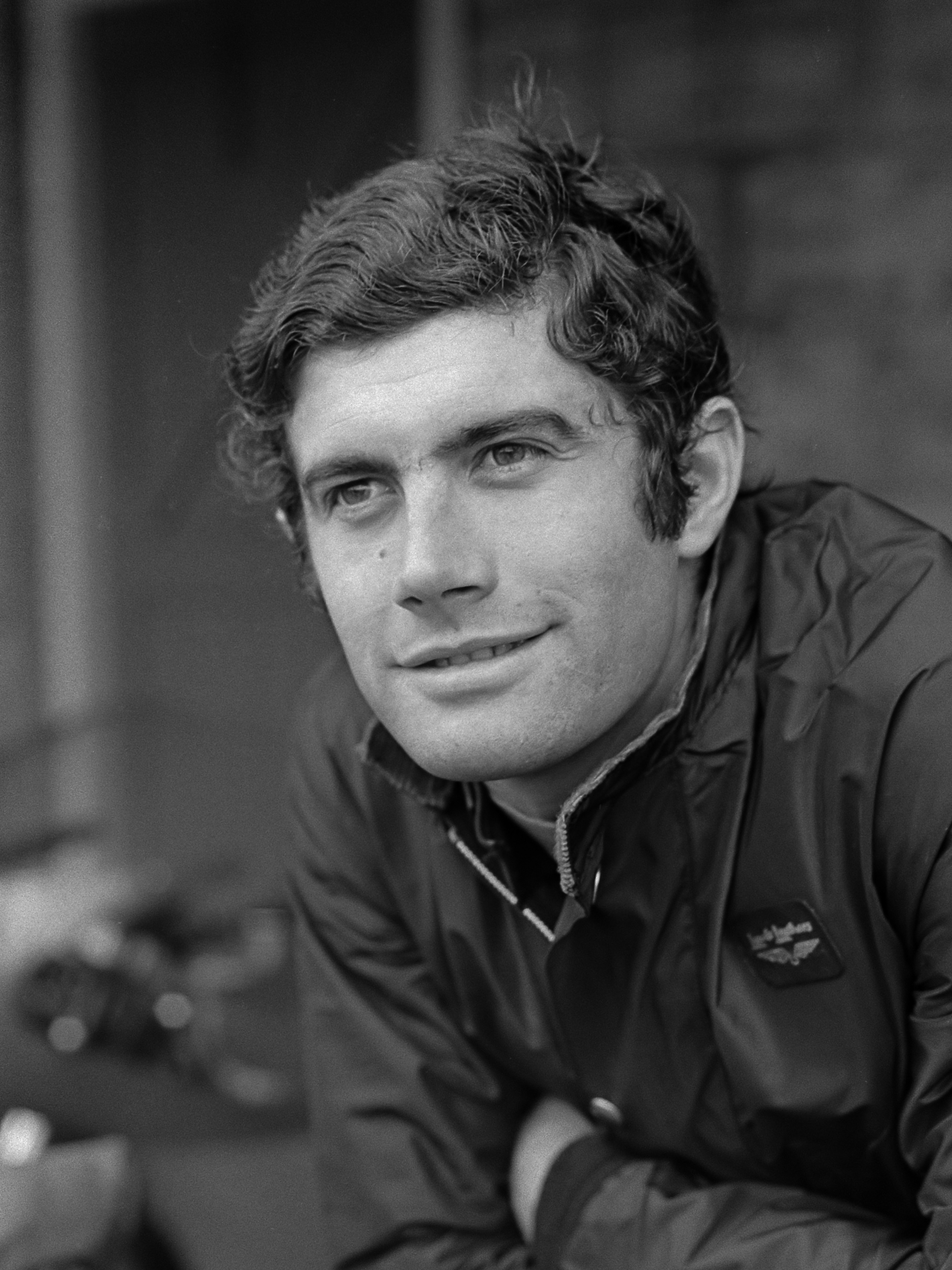
Giacomo Agostini, wereldkampioen in 1966, 1967, 1969, 1970, 1971, 1972 en 1975
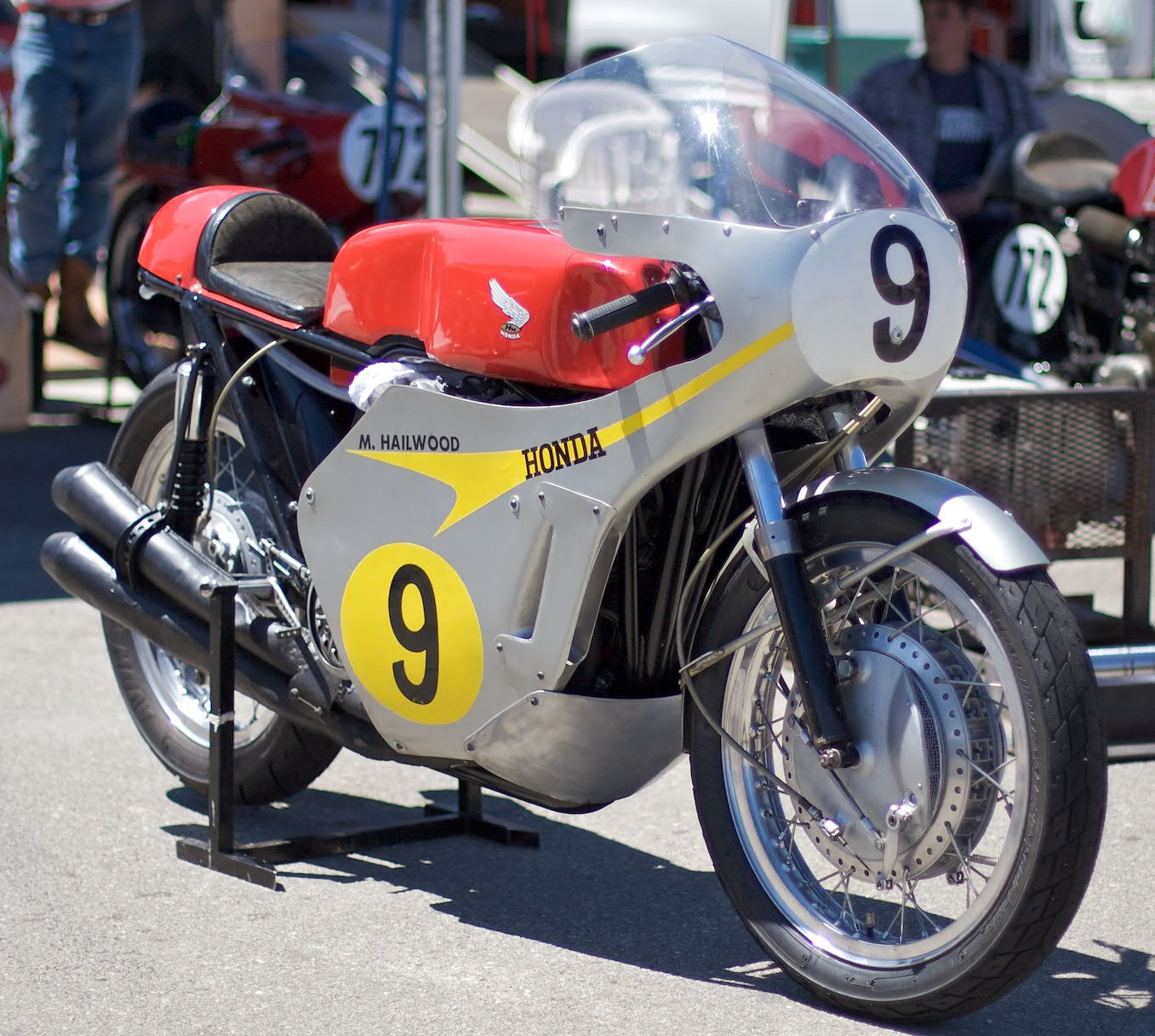
De Honda RC 181 was een ernstige bedreiging voor MV Agusta, maar Honda gaf de strijd na twee jaar al op
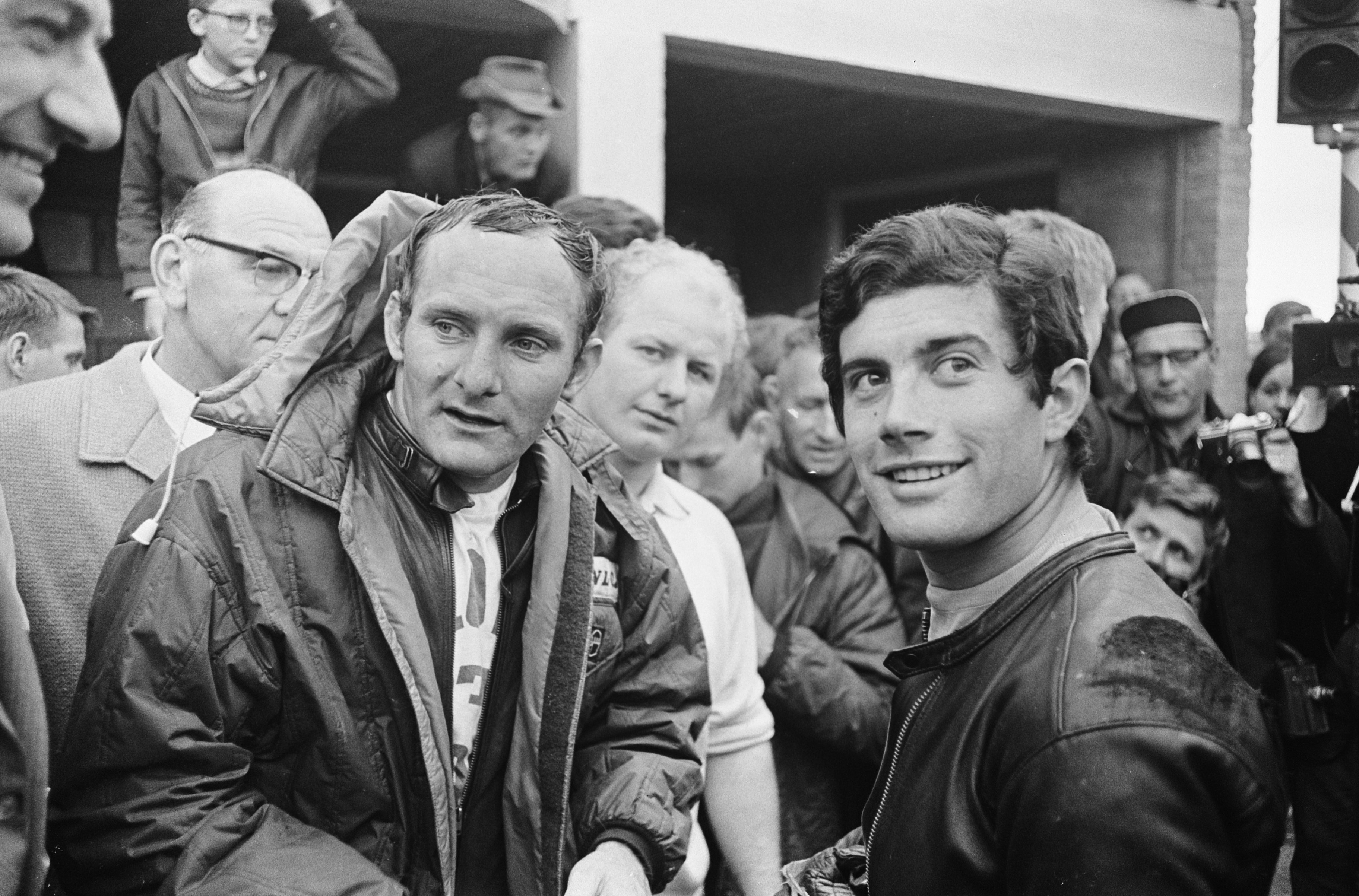
De grote rivalen in de jaren zestig, Mike Hailwood en Giacomo Agostini

#### Jaren zeventig

##### De Japanse tweetakten komen
Ook in het seizoen 1970 won Agostini al zijn races, maar hij liet de laatste race schieten zodat teamgenoot Angelo Bergamonti die kon winnen. Toch kwam er in dit seizoen al een kleine vingerwijzing naar de toekomst. Sinds Frank A. Applebee in 1912 en Tim Wood in 1913, die beiden de TT van Man wonnen met een Scott-tweetaktmotor, waren er geen belangrijke wedstrijden meer met tweetakten gewonnen. Maar in 1970 werd Ginger Molloy met een tweetakt-Kawasaki H 1 R tweede in het 500cc-wereldkampioenschap, weliswaar met een enorme puntenachterstand op Agostini. Het was voor MV Agusta nog niet schokkend, maar voor de privérijders met hun Norton Manxen, Matchless G50's en de fabrieksrijders van LinTo en Paton wel. Die Kawasaki was een opgevoerde toermotor, afgeleid van de Kawasaki H 1 500 Mach III. Bovendien had Yamaha met haar 250cc-viercilinder RD 05 al laten zien niet terug te schrikken om een gecompliceerde, snelle tweetakt te bouwen. In het seizoen 1971, waarin Agostini weer zonder problemen wereldkampioen werd, was het arsenaal tweetakten aanmerkelijk gegroeid. Nu werden Keith Turner en Rob Bron tweede en derde met Suzuki T 500's, simpele tweecilindertweetakten die ook gewoon te koop waren. Maar eigenaren van 350cc-Yamaha TR 2 reden in de 500cc-klasse met iets opgeboorde cilinders en iets grotere zuigers. Met zo'n machine werd Bruno Kneubühler in het seizoen 1972 derde achter Agostini en zijn teamgenoot Alberto Pagani. MV Agusta anticipeerde door weer een viercilinder te bouwen. In het seizoen 1973 werden de eerste klappen aan MV Agusta, maar vooral aan Agostini uitgedeeld. De viercilinder tweektakt-Yamaha YZR 500 verscheen. Daarmee won Jarno Saarinen de eerste twee GP's, waarin Agostini nog met de oude driecilinder uitviel. Zijn teamgenoot Phil Read werd in de eerst race nog tweede, maar viel in de tweede ook uit, waardoor Yamaha met Hideo Kanaya ook nog de tweede plaats scoorde. In de derde GP vielen Agostini, Saarinen en Kanaya uit en Read won. Read schikte zich logischerwijs niet langer in zijn rol als tweede rijder achter Agostini, waardoor er scheuren binnen het team ontstonden. Bij een groot ongeluk tijdens de GP de Nations verongelukten Jarno Saarinen en Renzo Pasolini tijdens de 250cc-race dodelijk. Yamaha trok het team voor de rest van het seizoen terug en Phil Read reed naar de wereldtitel, met Agostini slechts op de derde plaats, achter Kim Newcombe, die met een omgebouwde König-tweetakt-buitenboordmotor reed. In het najaar van 1973 verslechterde de verstandhouding tussen Giacomo Agostini enerzijds en Phil Read en MV Agusta anderzijds. Agostini wilde naar de Daytona 200, maar MV had daar geen geschikte motorfiets voor en weigerde hem met een ander merk te laten starten. Daarop vertrok Ago naar Yamaha. Hij werd in het seizoen 1974 wereldkampioen in de 350cc-klasse, maar had veel tegenslag in de 500cc-klasse. Daar werd Read wereldkampioen en zijn teamgenoot Gianfranco Bonera werd tweede. Agostini maakte in het seizoen 1975 zelf een einde aan het viertakt-tijdperk. Hij werd met zijn Yamaha wereldkampioen. Nooit zou een viertakt meer een 500cc-wereldtitel behalen, ook niet in de zijspanklasse, waar BMW werd verdrongen door König. Agostini koketteerde al aan het begin van het seizoen weer met MV Agusta, in die periode problemen kreeg met Phil Read. Het seizoen 1976 begon met veel commotie. Minder belangrijk was het schrappen van de Isle of Man TT van de WK-kalender. Die was immers al sinds 1973 door alle toprijders geboycot vanwege het gevaarlijke circuit. De invoering van nieuwe geluidsnormen gaf grote problemen, vooral omdat MV Agusta met haar viertaktmotoren er niet aan kon voldoen, zonder veel vermogensverlies. Er werd gesjoemeld met technische gegevens om de metingen te beïnvloeden en Agostini, die weer terug was bij MV Agusta, reed het grootste deel van het seizoen met een privé-Suzuki RG 500. Yamaha had haar fabrieksteam weer opgeheven en dat gaf Suzuki de kans om de eerste zes plaatsen in het WK te veroveren, met Barry Sheene als wereldkampioen. De Suzuki RG 500 werd ook als productieracer verkocht en daarmee hadden de privérijders eindelijk weer de kans een volwaardige 500cc-racer te kopen. 

##### De Amerikanen komen
Met uitzondering van de GP van de Verenigde Staten hadden Amerikanen nooit veel interesse getoond in het wereldkampioenschap wegrace. Kenny Roberts sr. had tijdens de 250cc-TT van Assen een derde plaats gescoord, maar was daarna weer van het toneel verdwenen. Maar in 1976 had Pat Hennen al de Finse GP gewonnen en hij was derde in de eindstand geworden. Toen Yamaha in het seizoen 1977 weer terugkwam rekruteerde het Steve Baker als fabrieksrijder voor de 500cc-klasse en de Formule 750. Sheene (Suzuki) werd opnieuw wereldkampioen, Baker werd tweede en Hennen (Suzuki) werd derde. Men verklaarde het succes van de Amerikanen (Baker werd met overmacht wereldkampioen Formule 750) door het feit dat ze ervaring hadden opgedaan in dirttrack- en shorttrackraces. Daar werd met het achterwiel gedrift en dat gebeurde met de sterke 500cc-tweetakten ook. Nadat Baker in 1977 als beste Yamaha-rijder tweede in het WK was geworden hoorde hij niets meer van Yamaha. Hij reed in het seizoen 1978 voor het Gallina-Suzuki-team. In dat seizoen keerde Kenny Roberts terug, dit keer in de 500cc-klasse. 

##### Afbeeldingen jaren zeventig

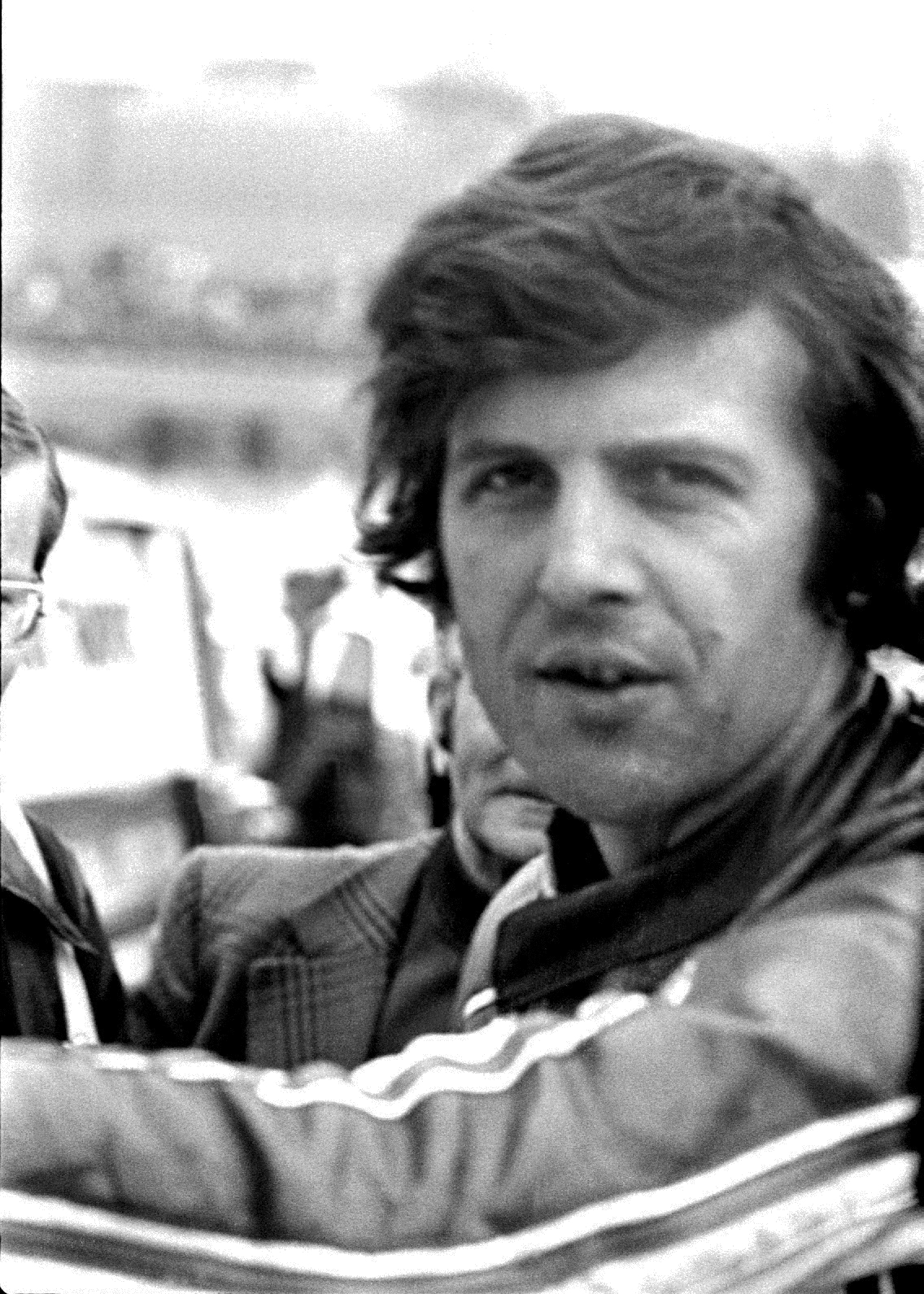
Phil Read wereldkampioen in 1973 en 1974
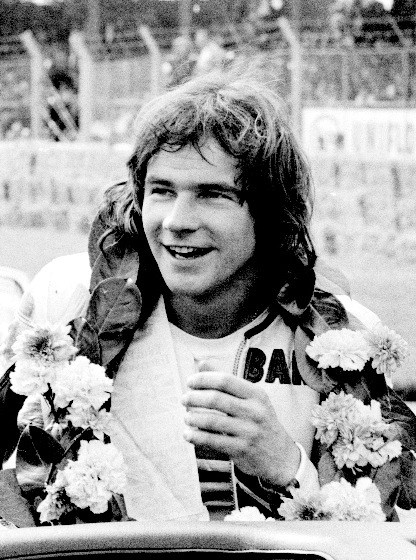
Barry Sheene, wereldkampioen in 1976 en 1977
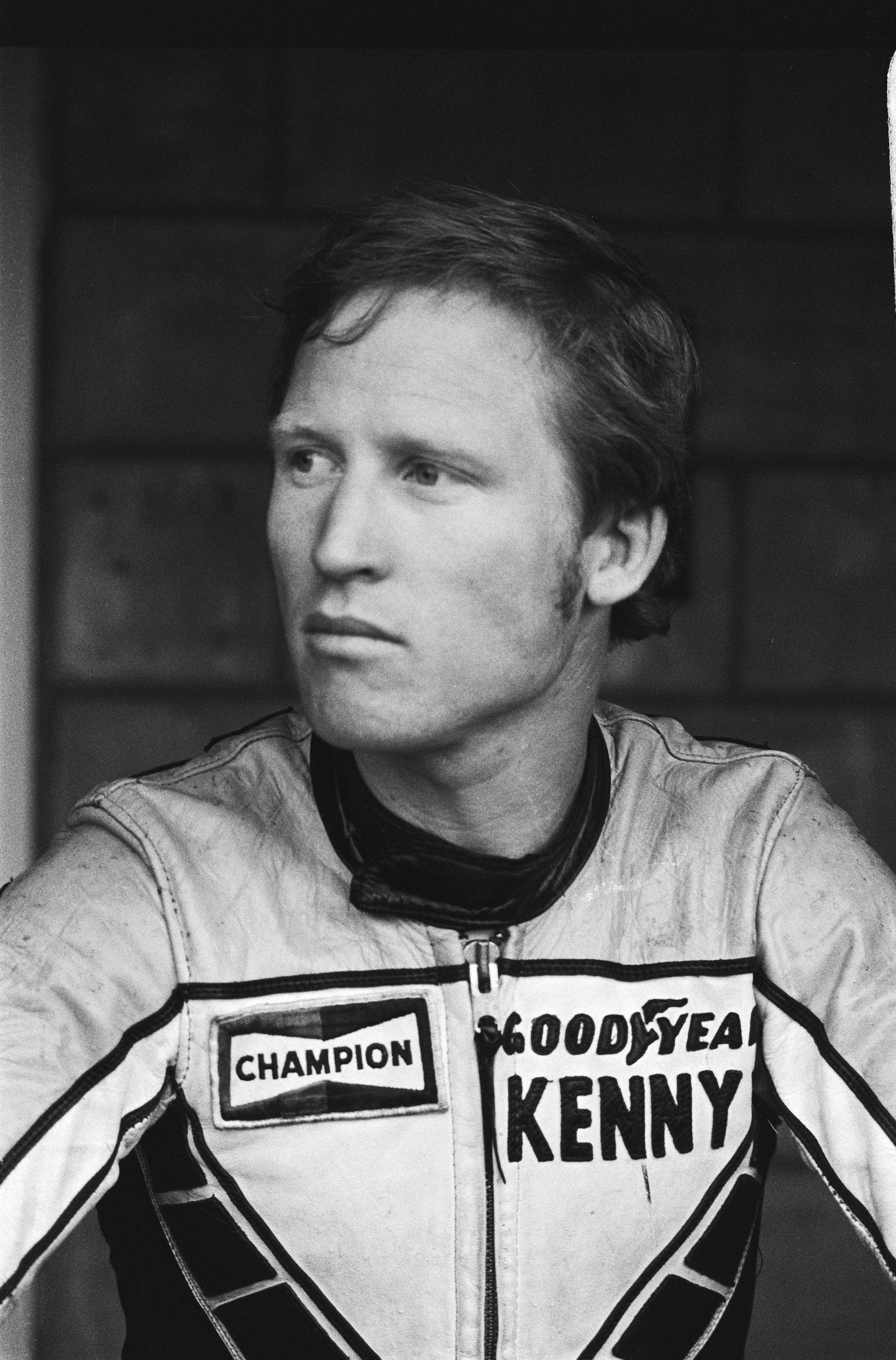
Kenny Roberts, wereldkampioen in 1978, 1979 en 1980
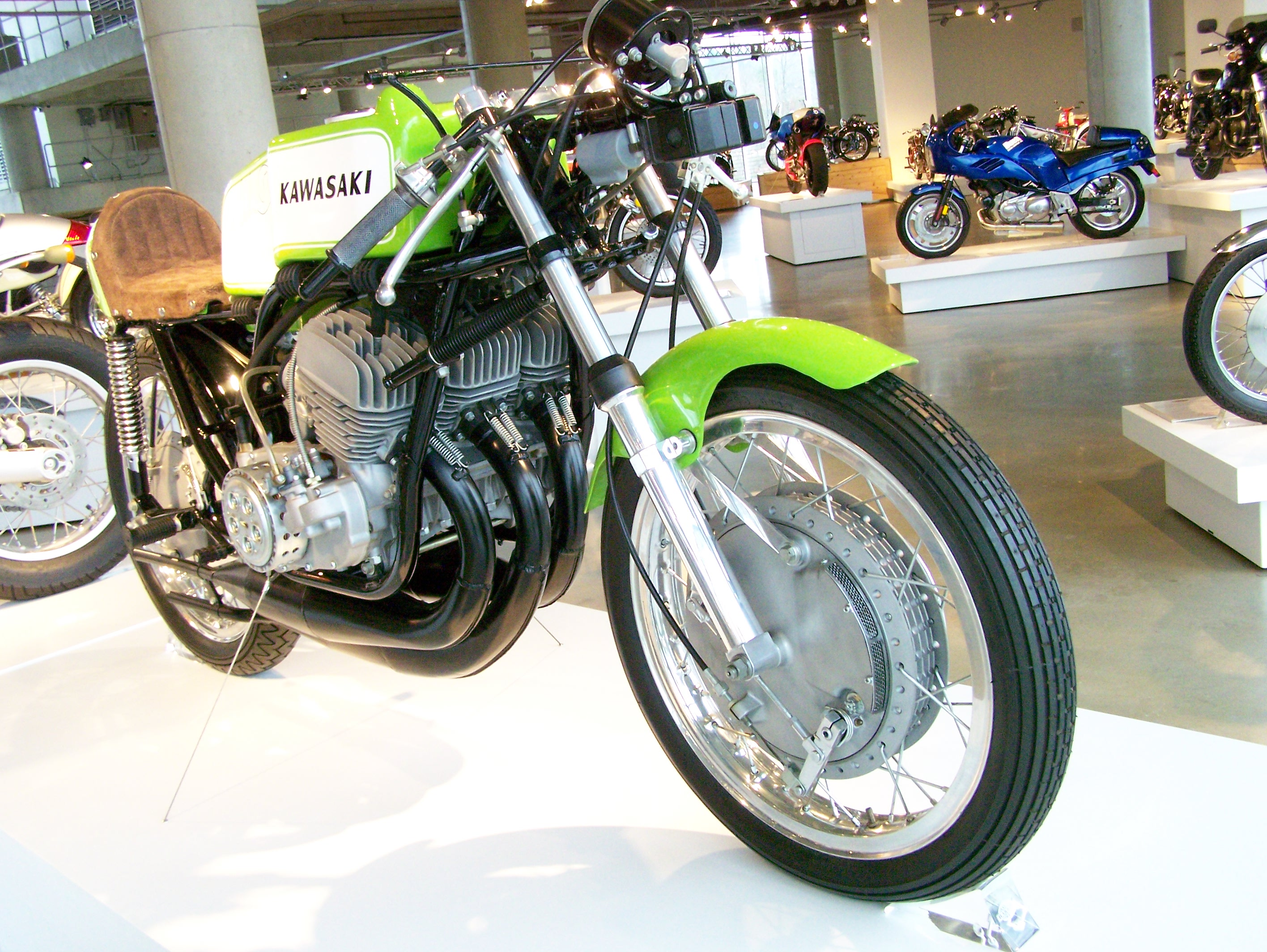
De tweetakt-Kawasaki H 1 R was rechtstreeks afgeleid van een gewone straatmotor
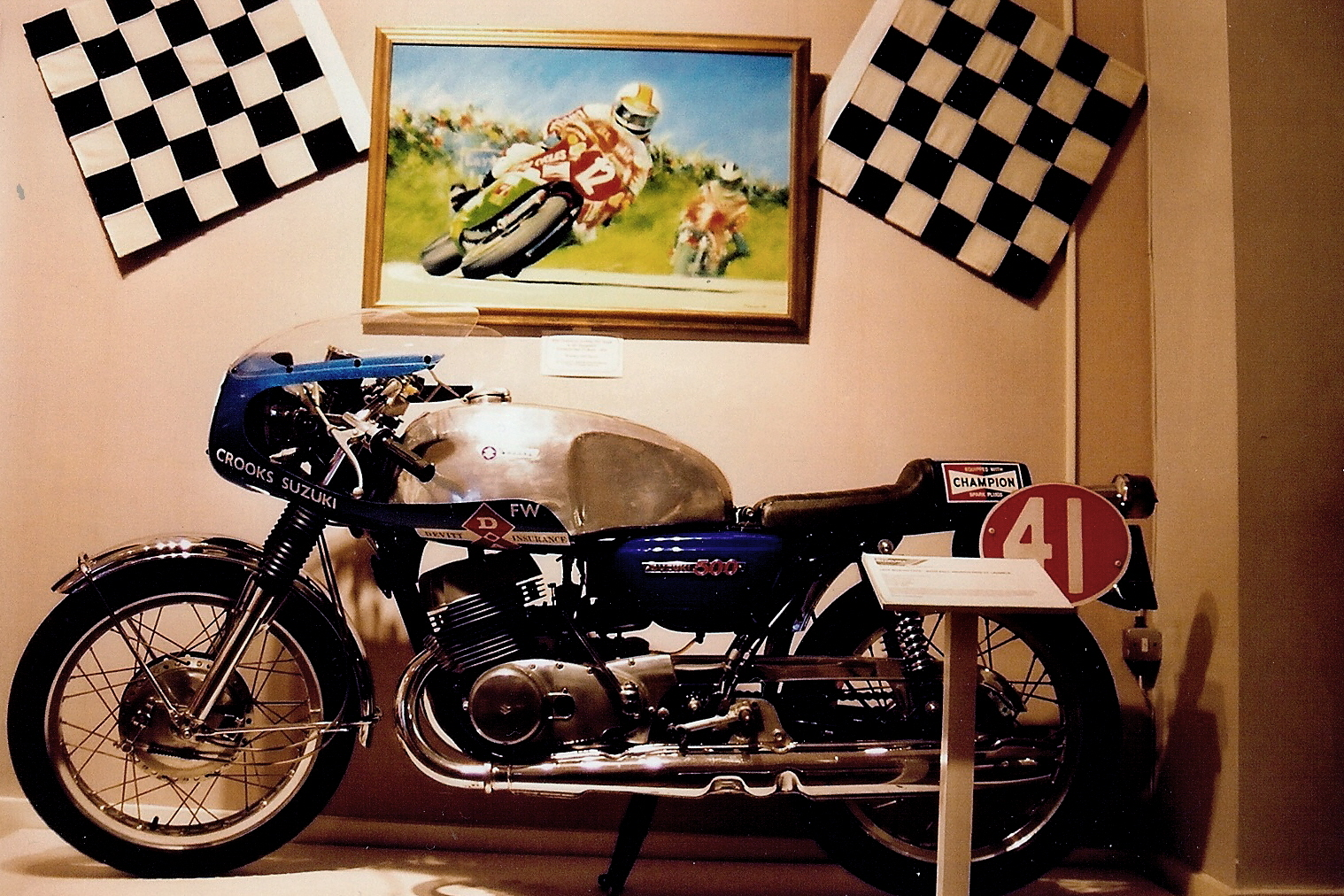
Zo'n Suzuki T 500-toermotorfiets kon eenvoudig snel worden gemaakt. Deze Crooks-Suzuki had slechts 4 pk extra en woog 27 kilo minder dan het standaardexemplaar, maar Keith Turner werd er in 1971 tweede mee in het WK en Rob Bron werd derde.
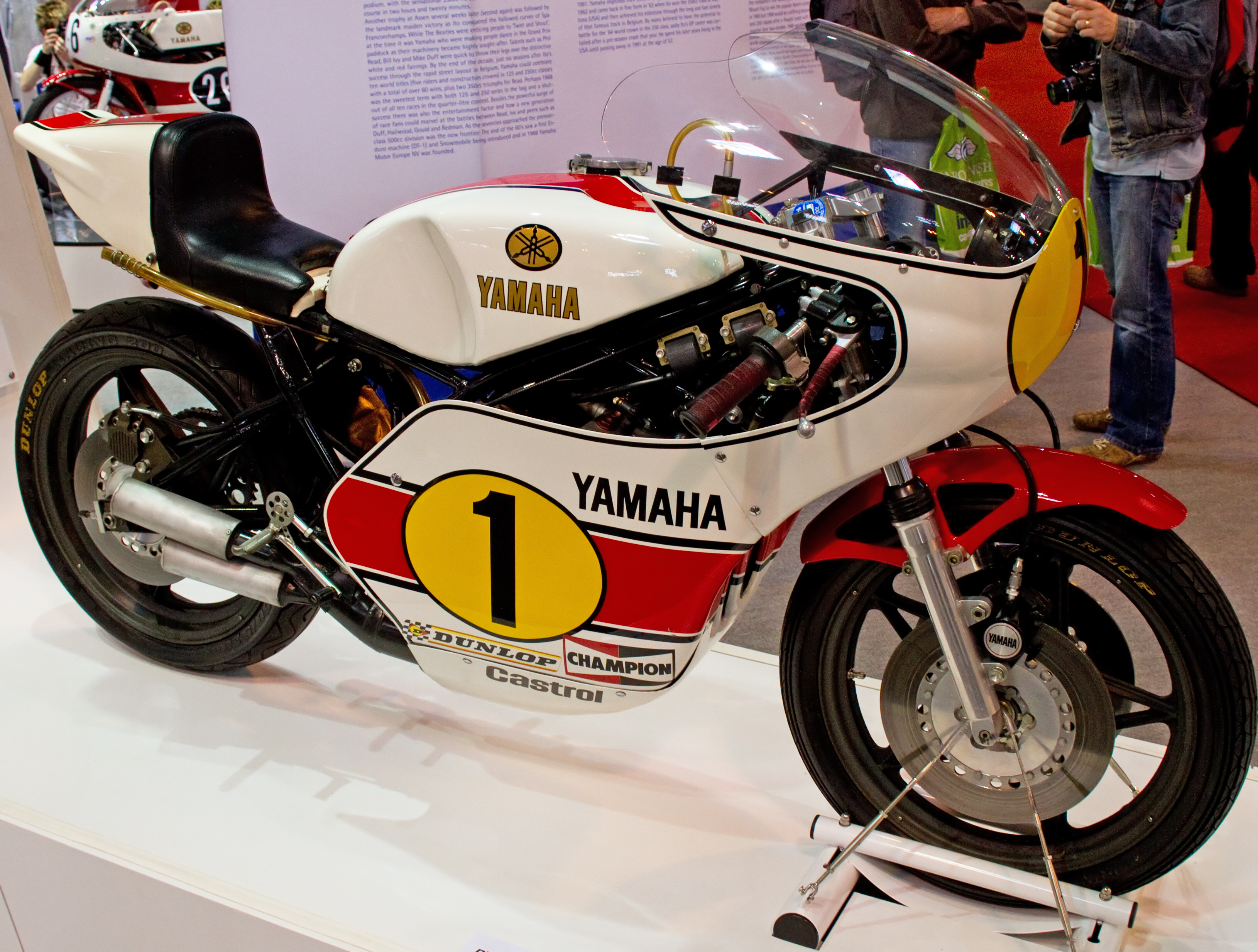
Yamaha YZR 500 van Giacomo Agostini uit 1975. De machine maakte een einde aan de 17-jarige hegemonie van MV Agusta
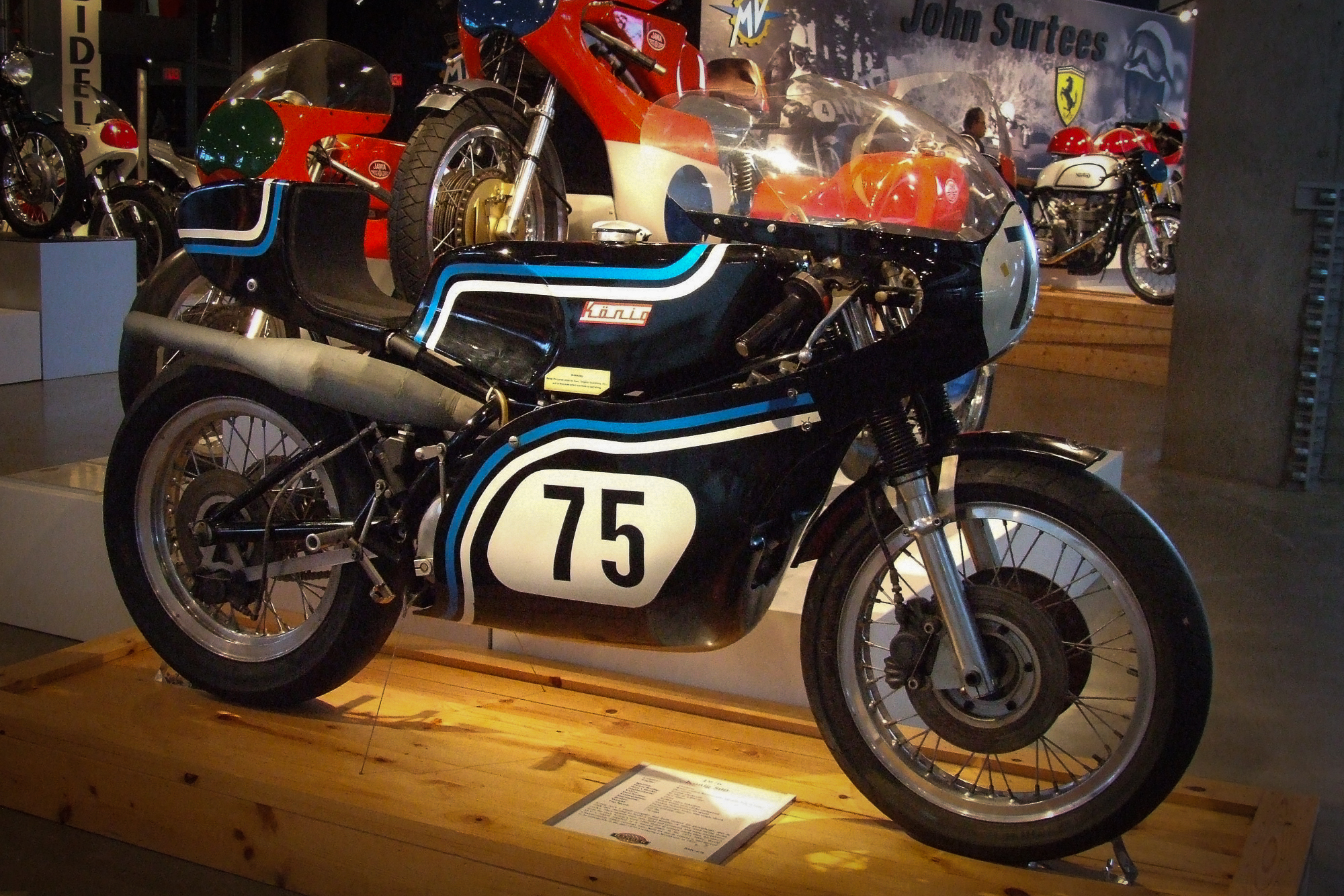
Nog een aangepaste tweetakt: König met viercilinder boxer-buitenboordmotor
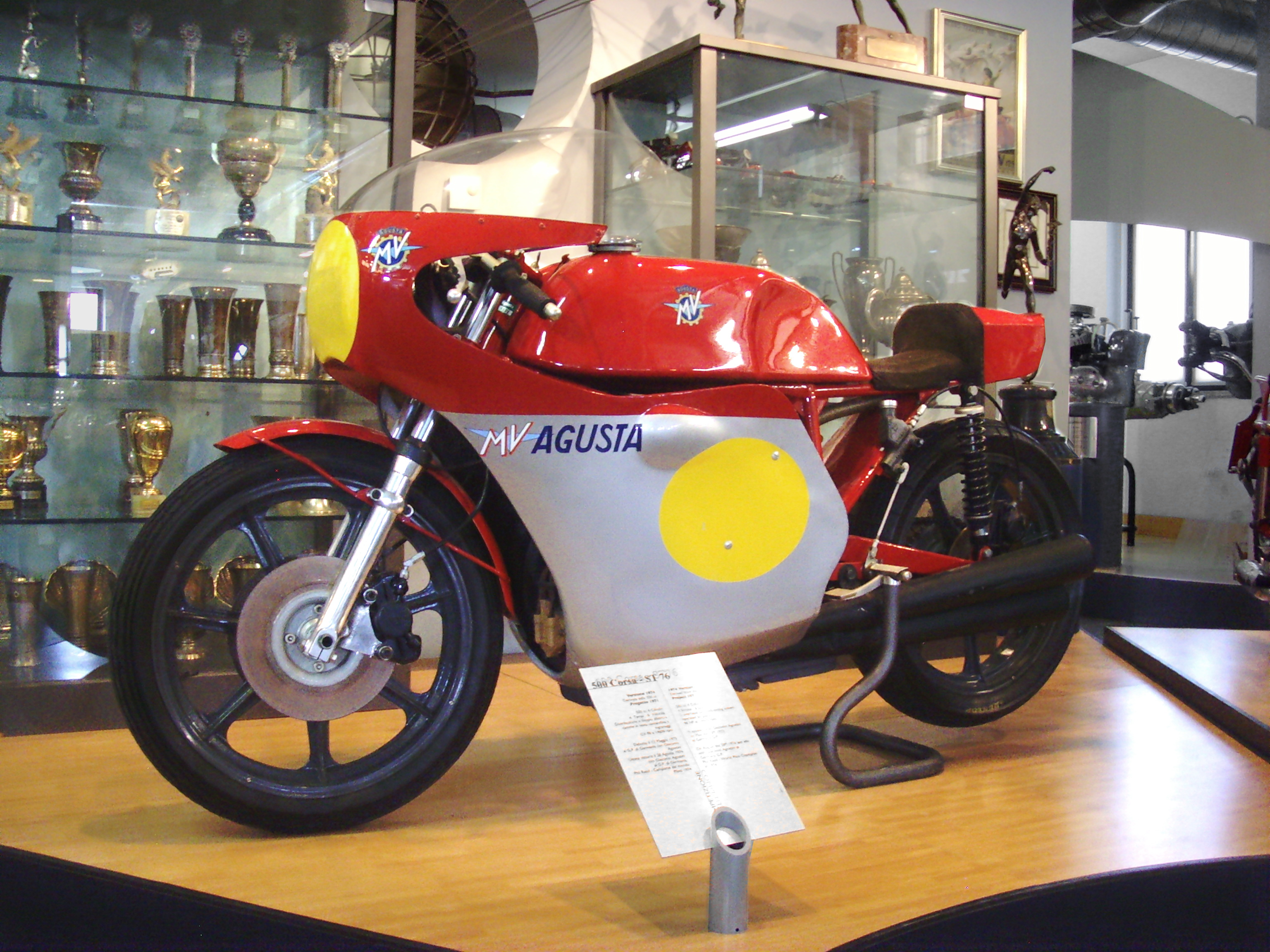
MV Agusta 500 4C uit 1976. De laatste viertaktmotor die een WK-race won. Maar ook niet meer dan één in 1976
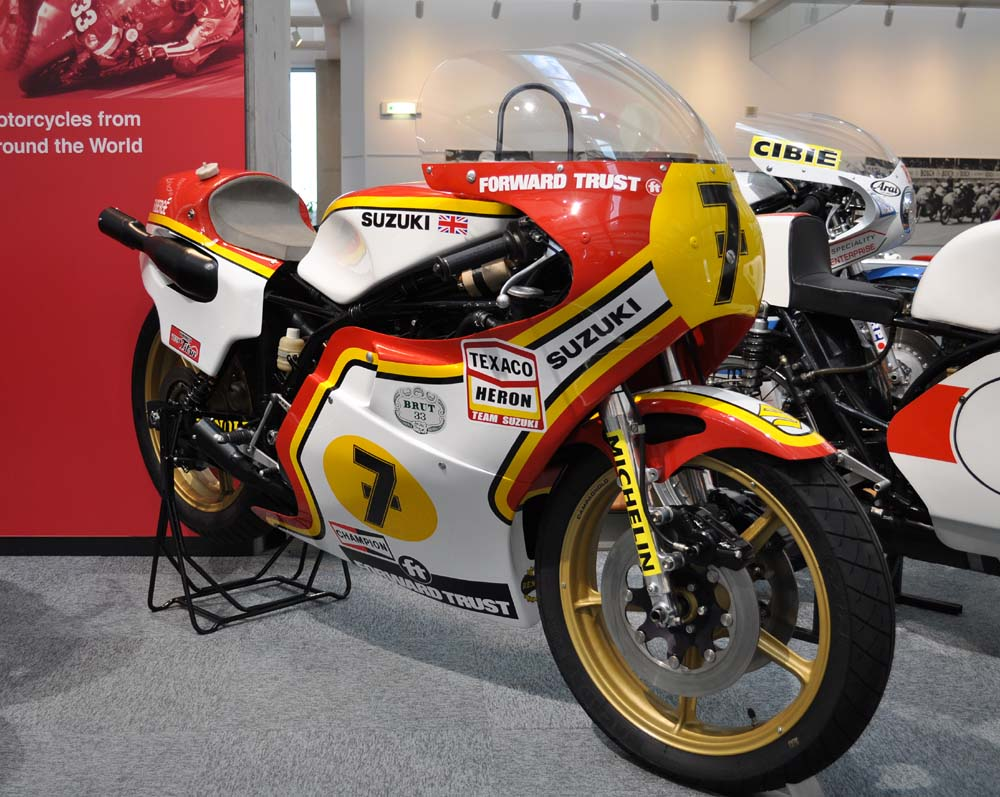
Suzuki RG 500 van Barry Sheene. Deze machine was heel belangrijk voor de privérijders omdat er een productieversie te koop was.
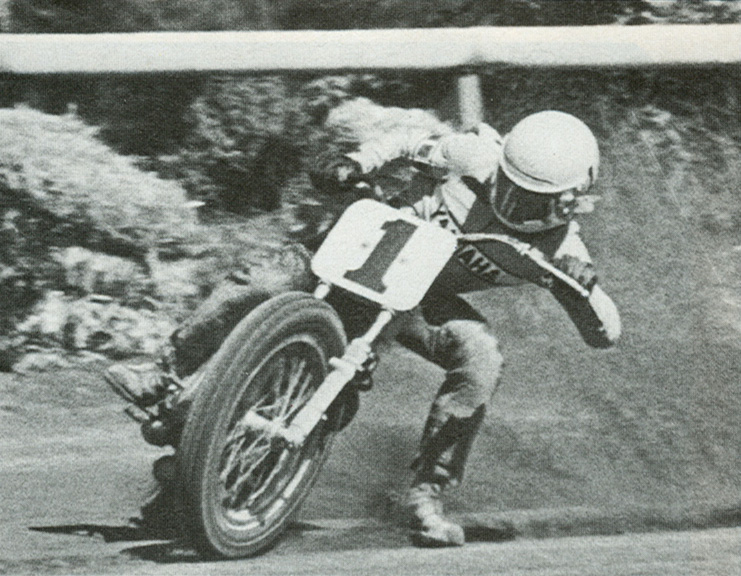
Zo leerden de Amerikanen driften: Kenny Roberts in 1974
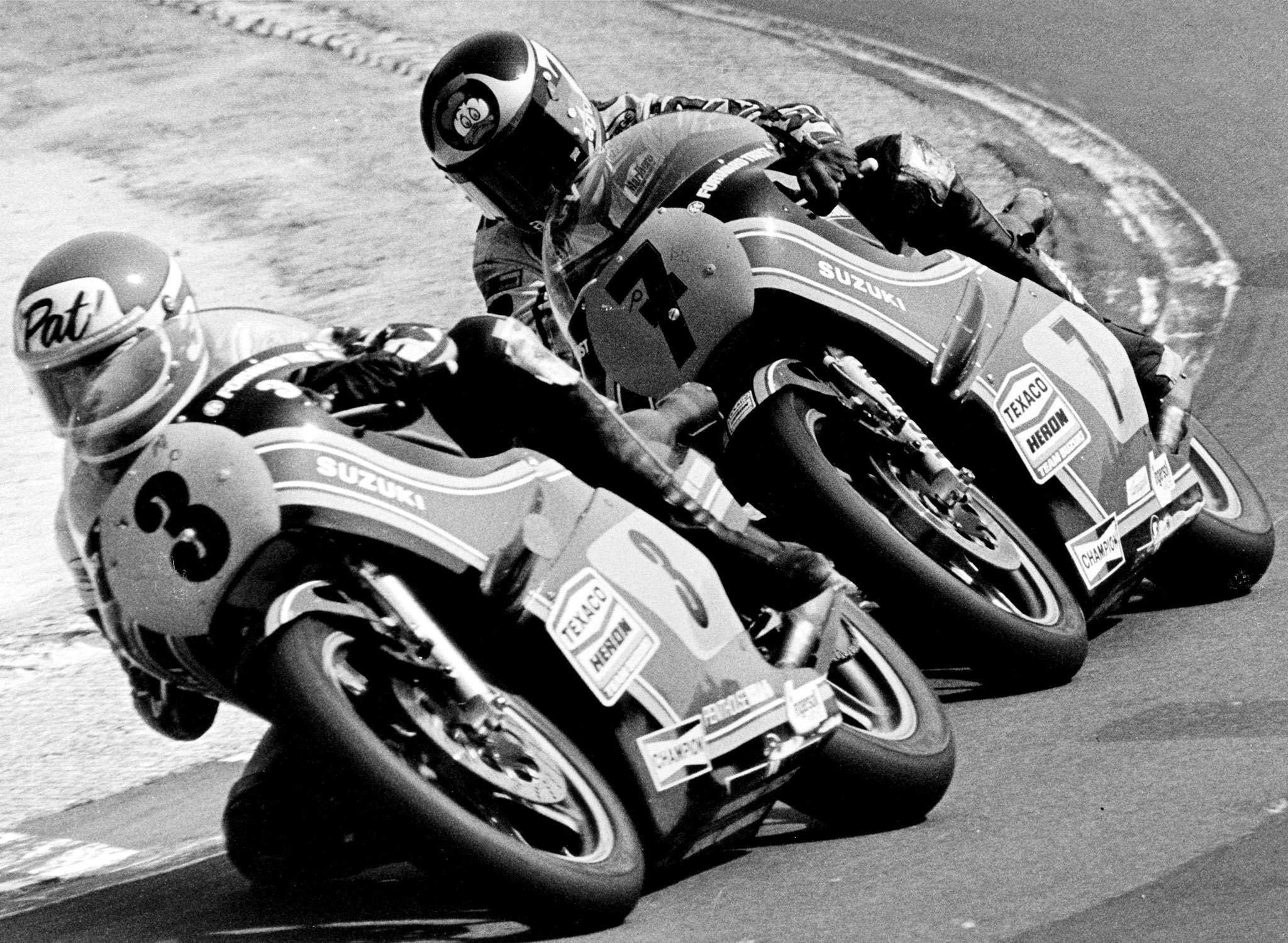
Pat Hennen was de eerste Amerikaan die indruk maakte in de 500cc-klasse. Hier tijdens de Franse GP van 1978 voor Barry Sheene. Een week later kreeg hij tijdens de TT van Man een ernstig ongeluk dat zijn carrière beëindigde.
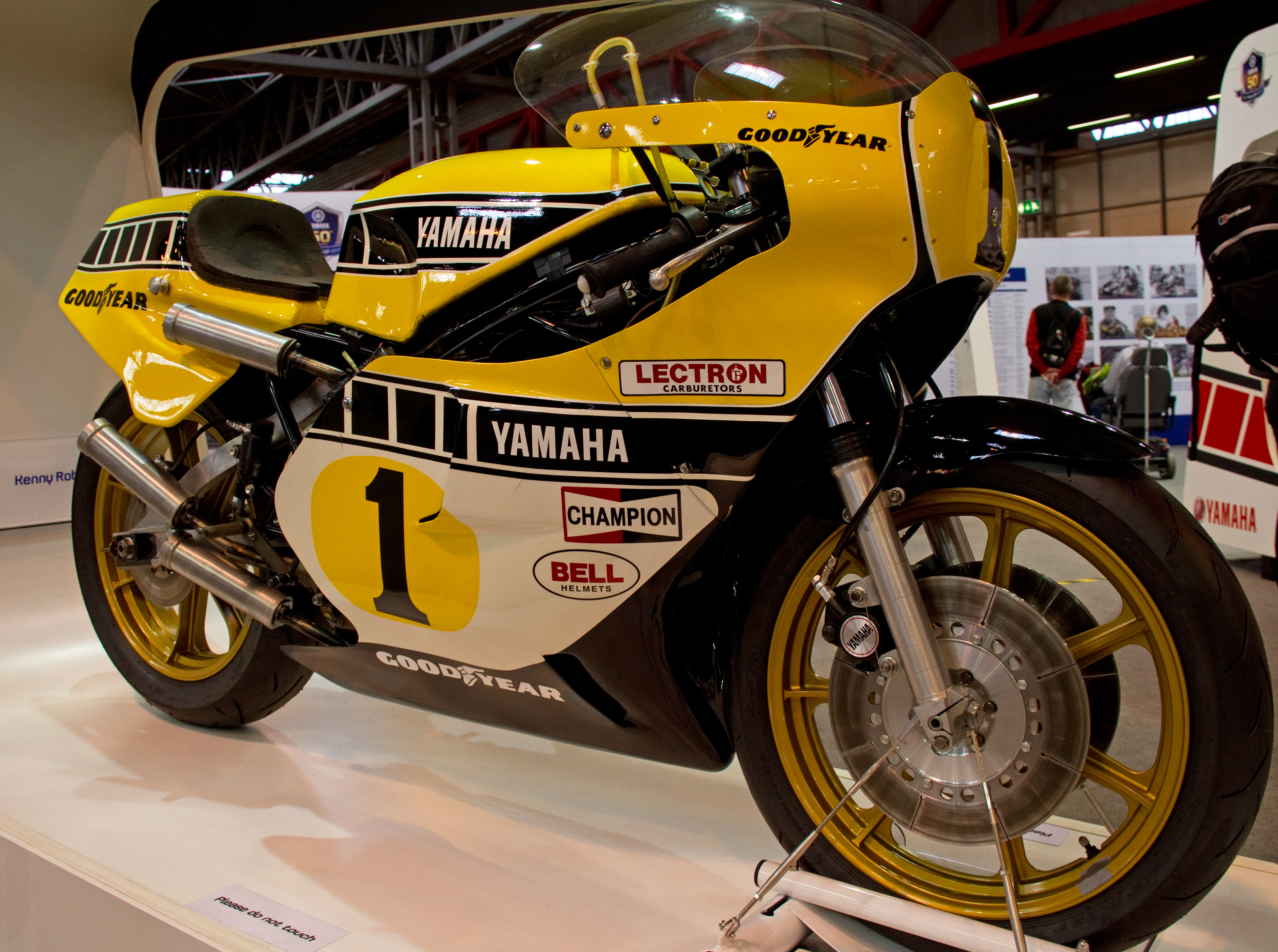
Kenny Roberts' Yamaha YZR 500 in de kleuren van Yamaha USA

#### Jaren tachtig
Roberts werd drie jaar op rij wereldkampioen met de Yamaha YZR 500, maar in het seizoen 1981 ging de wereldtitel naar Marco Lucchinelli en in het seizoen 1982 naar Franco Uncini (beiden op een Suzuki RG 500). Honda had nog nooit een tweetaktracer gebouwd en was al sinds het seizoen 1979 bezig geweest met de ontwikkeling van de zeer gecompliceerde Honda NR 500, met ovale zuigers, twee drijfstangen per zuiger en acht kleppen per cilinder. In 1982 waren Freddie Spencer, Takazumi Katayama en Marco Lucchinelli al verschenen met de driecilindertweetakt Honda NS 500. Spencer werd er derde mee in het kampioenschap. In dit jaar kwamen de sponsorteams sterk op. Met name grote tabaksproducenten konden het zich veroorloven fabrieksracers te kopen voor hun coureurs. British American Tobacco sponsorde met hun merk HB het Suzuki-fabrieksteam met Randy Mamola, Toni Mang en Franco Uncini en Philip Morris International met Marlboro het Yamaha-team van teammanager Giacomo Agostini met Kenny Roberts als enige rijder. Het Britse Rothmans International sponsorde via het merk John Player Special de fabrieks-Yamaha van Barry Sheene. In het seizoen 1983 won Spencer nipt voor Eddie Lawson (Yamaha) ondanks de onvoorwaardelijke steun die de laatste van teamgenoot Kenny Roberts kreeg. In het seizoen 1984 kreeg Spencer als enige de nieuwe viercilinder Honda NSR 500, maar hij had een seizoen vol tegenslag en blessures en kon de laatste drie races niet rijden. Ook teamgenoot Katayama miste een groot deel van het seizoen door blessures. Spencer's NSR ging uiteindelijk naar Randy Mamola, die zich in het team had ingekocht en de eerste twee GP's bij gebrek aan motoren gemist had. Mamola werd dan ook tweede in het WK, achter Yamaha-rijder Eddie Lawson. In het seizoen 1985 namen de sponsorbelangen toe, toen ook Honda sponsoring kreeg van Rothmans. Maar Honda had eigenlijk twee teams: Wayne Gardner en Ron Haslam reden voor Rothmans-Honda-UK. Ook Yamaha had drie fabrieksteams: Marbloro-Agostini-Yamaha (Eddie Lawson en Raymond Roche), het team van de Franse importeur Sonauto: Gauloises-Sonauto-Yamaha (met Christian Sarron) en dan was daar nog Tadahiko Taira, die in de rood/witte fabriekskleuren reed. Het was nu mogelijk dat fabrieksrijders met verschillende teambelangen elkaar zouden bestrijden.Freddie Spencer werd opnieuw wereldkampioen, niet alleen in de 500cc-klasse. Hij werd de eerste (en laatste) coureur die in hetzelfde jaar ook wereldkampioen 250 cc werd. Het seizoen 1986 ging voor Spencer verloren omdat hij het hele jaar last had van een peesschedeontsteking. Wayne Gardner werd nu de kopman voor Honda, maar hij werd slechts tweede achter Marlboro-Yamaha-rijder Eddie Lawson. Die had nu echter ook tegenstand gehad van het tweede Yamaha-Team: Lucky Strike-Yamaha (Randy Mamola en Mike Baldwin). Het seizoen 1987 was weer voor Rothmans-HRC-Honda met de Australiër Wayne Gardner, die zijn enige wereldtitel scoorde. Randy Mamola, die nu voor het team van Kenny Roberts (Roberts-Lucky Strike-Yamaha) reed, moest zich opnieuw tevreden stellen met de tweede plaats. Dat was al de vierde keer (1980, 1981, 1984 en 1987). In het seizoen 1988 beproefde hij zijn geluk bij Cagiva. Dat werd ook geen succes, hij eindigde als twaalfde in het wereldkampioenschap. De wereldtitel ging weer naar de Amerikaan Eddie Lawson (Agostini-Marlboro-Yamaha). Gardner (Rothmans-HRC-Honda) werd tweede. Suzuki had in 1986 de RGV 500 uitgebracht, maar had er nog geen succes mee gehad. Sinds 1987 had men geen tabakssponsoring meer gebruikt. Daarom waren Kevin Schwantz en Rob McElnea opmerkelijke verschijningen met hun door Pepsi gesponsorde Suzuki's. Ze werden slechts achtste en tiende. In het seizoen 1989 maakte Lawson de overstap naar Honda, dat hem een eigen klein team schonk onder leiding van Erv Kanemoto. Wayne Garnder en Mick Doohan kwamen in het officiële fabrieksteam en daarmee waren beide titelpretendenten en een rijzende ster (Doohan) ondergebracht bij Honda. Gardner miste een groot deel van het seizoen door blessures, maar Eddie Lawson greep de wereldtitel voor Wayne Rainey (Roberts-Lucky Strike-Yamaha). Agostini, die Lawson had verloren aan Honda, stond feitelijk met lege handen. Hij contracteerde Niall Mackenzie, die slechts zevende werd, en Freddie Spencer, die wegens ziekte weer bijna het hele seizoen miste en uiteindelijk ontslagen werd. 

##### Afbeeldingen jaren tachtig

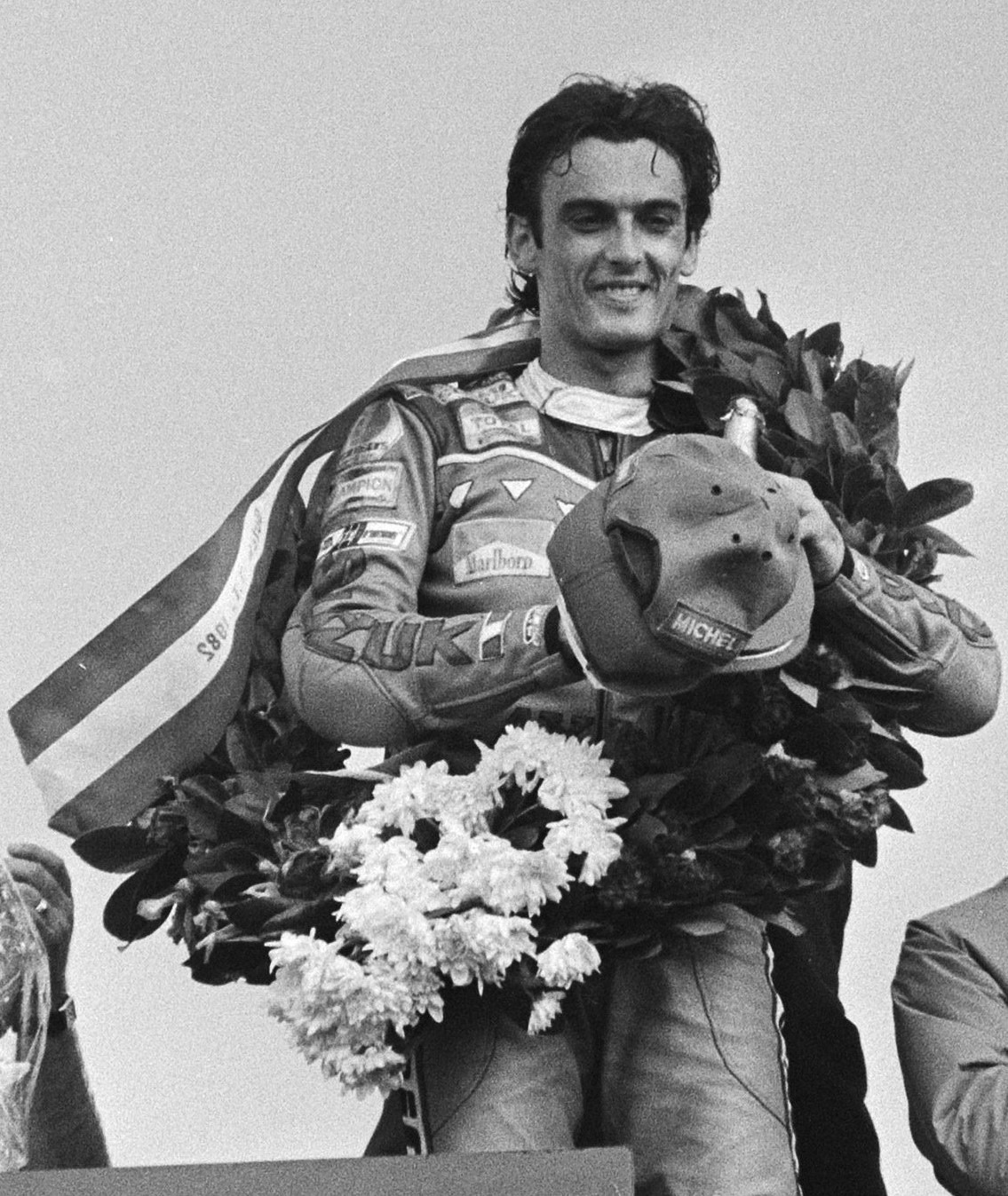
Franco Uncini, wereldkampioen in 1982
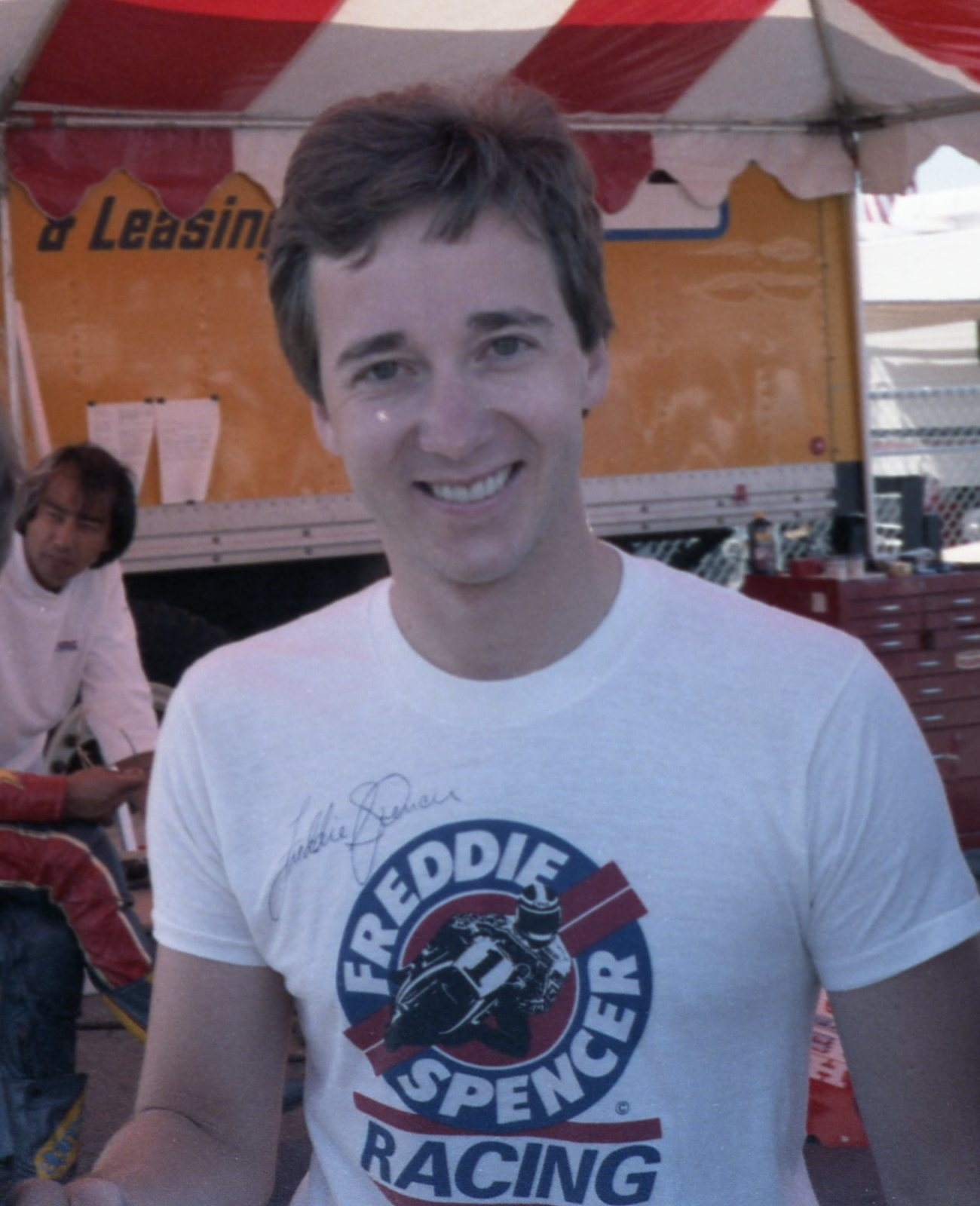
"Fast Freddie" Spencer, wereldkampioen in 1983 en 1985
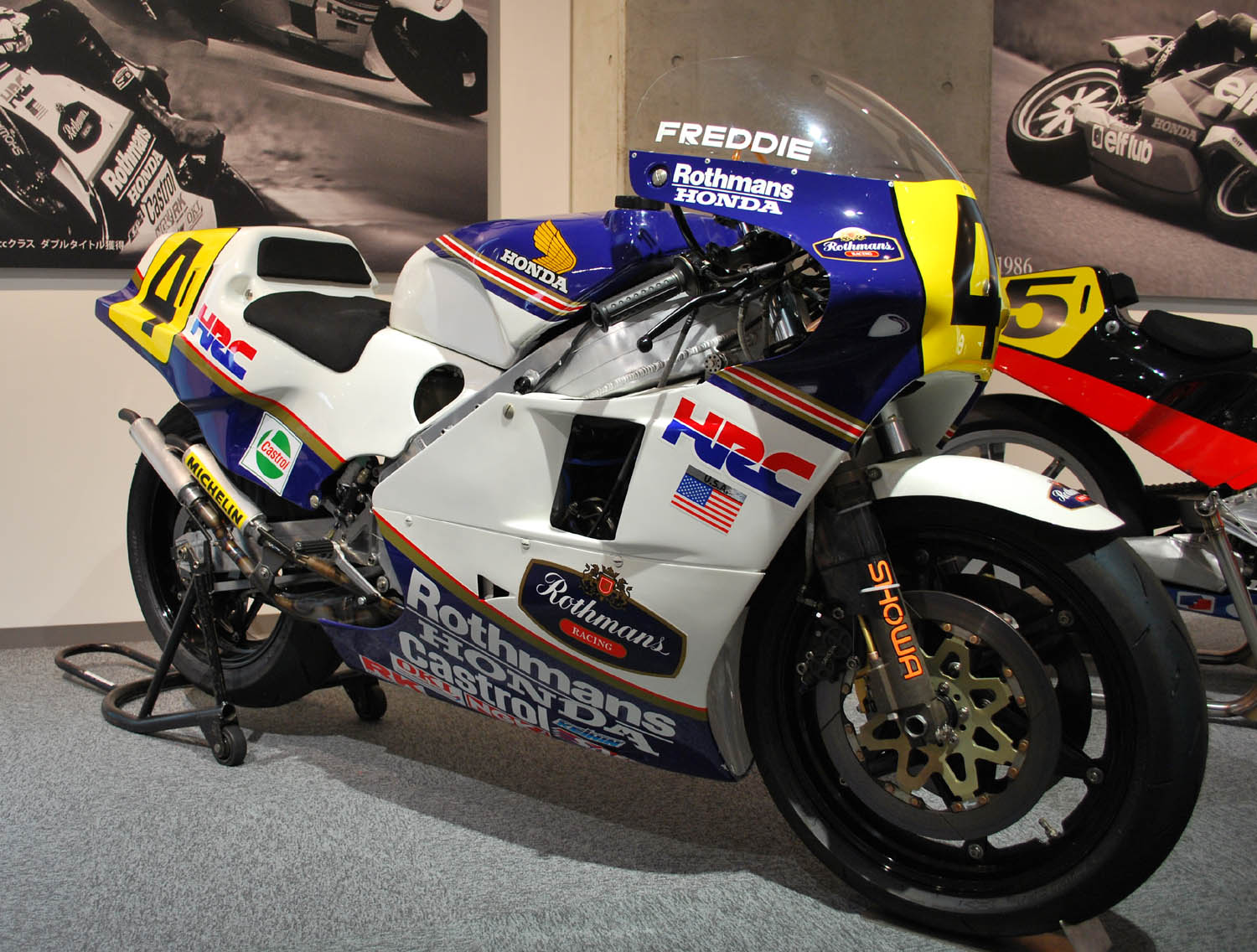
In het seizoen 1985 hadden alle fabrieksteams tabakssponsoring. Dit is de Rothmans-HRC-Honda NSR 500 van wereldkampioen Freddie Spencer
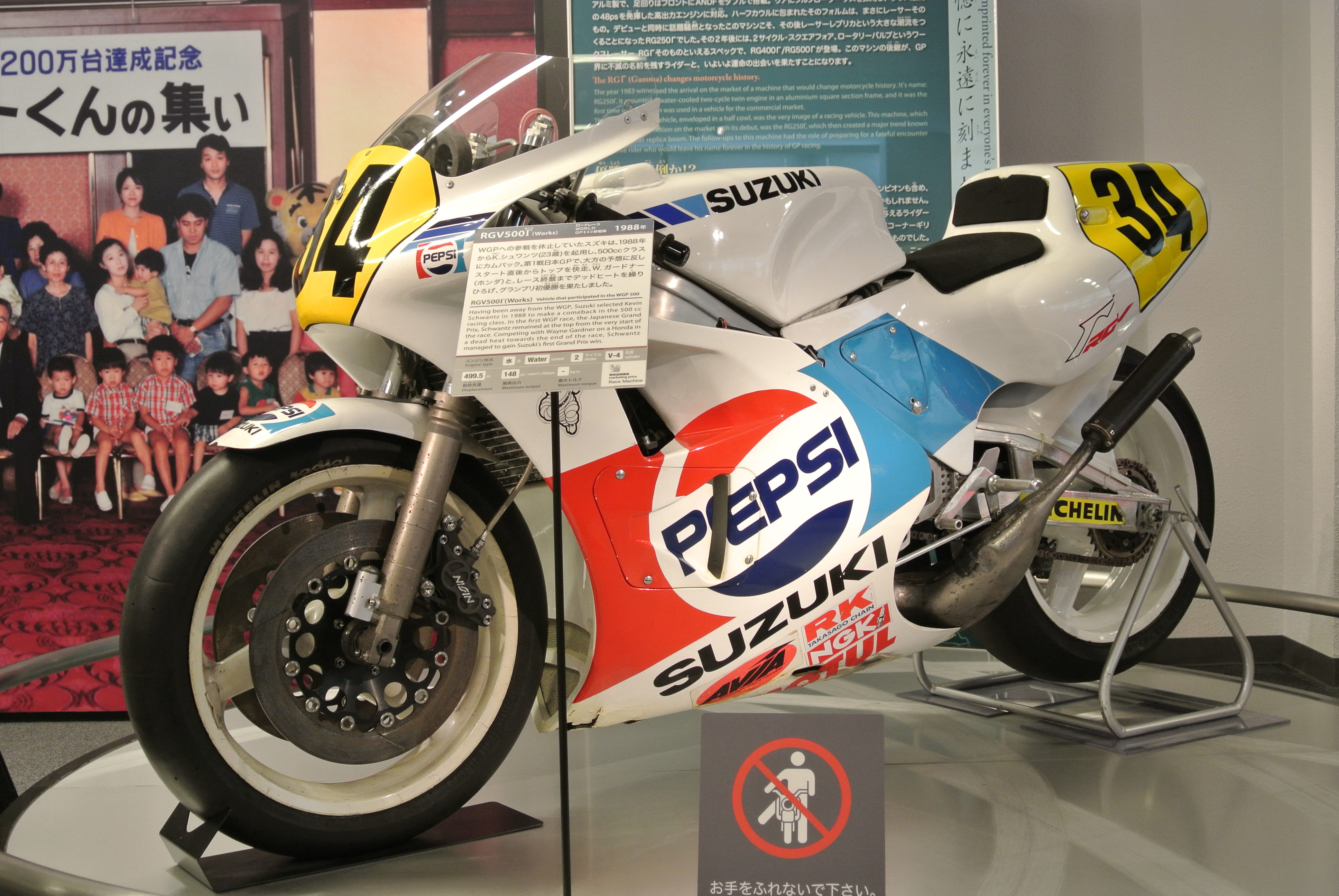
Suzuki vond in Pepsi een alternatief voor de tabakssponsors. Dit is de Suzuki RGV 500 van Kevin Schwantz uit 1988
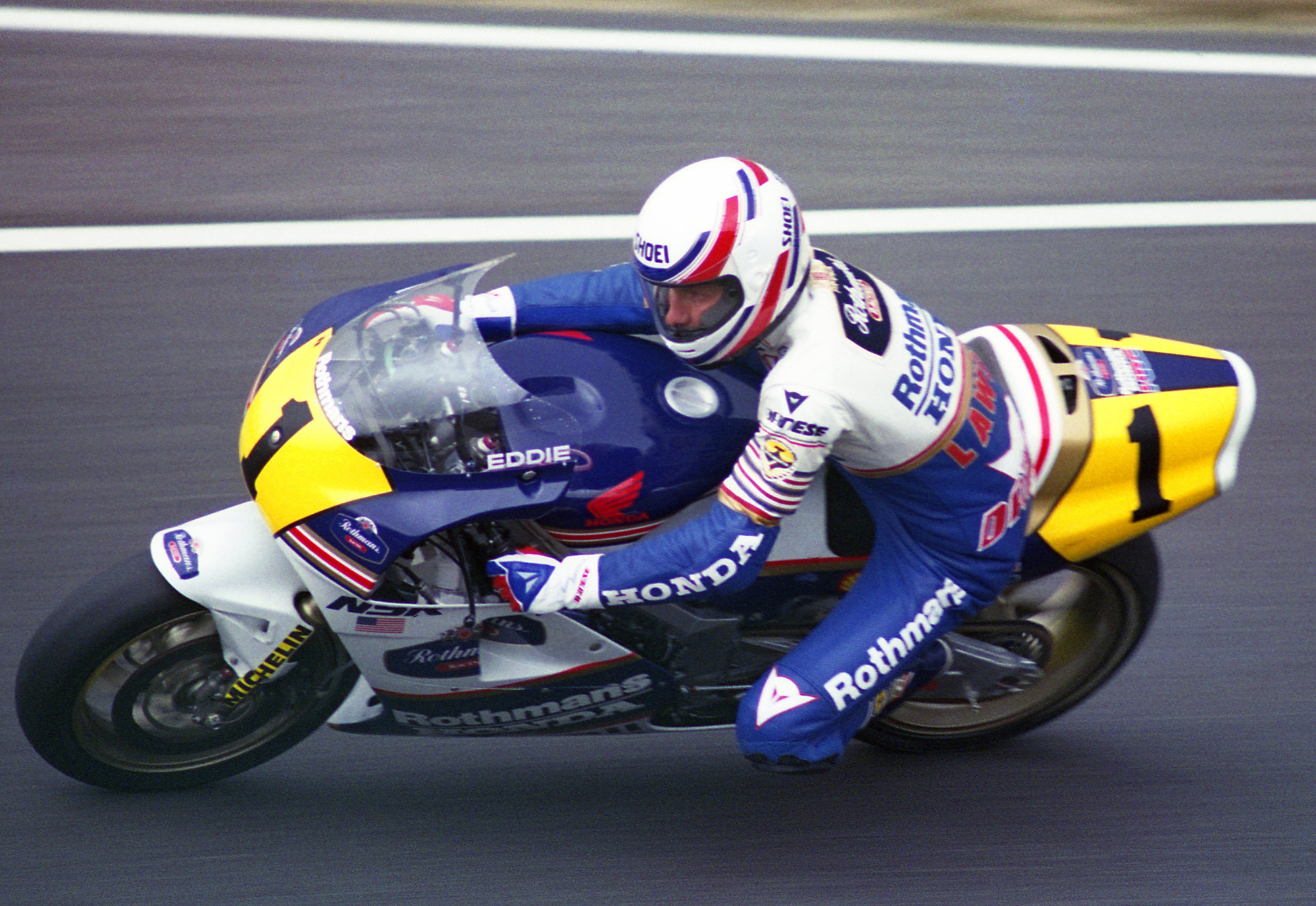
Eddie Lawson (Kanemoto Racing-Rothmans-HRC-Honda) in 1989

#### Jaren negentig
In het seizoen 1990 keerde Lawson terug naar Yamaha, nu Marlboro zijn sponsoring van Agostini had overgebracht naar het team van Kenny Roberts. Lawson brak in de eerste race echter een enkel, waardoor hij een deel van het seizoen miste. Zijn teamgenoot Wayne Rainey pakte de wereldtitel voor Kevin Schwantz (Lucky Strike-Suzuki) en Mick Doohan (Rothmans-HRC-Honda). Lawson verhuisde in het seizoen 1991 naar Cagiva. Nu werd de jonge John Kocinsky (regerend wereldkampioen 250 cc) de teamgenoot van Rainey. Rainey werd opnieuw wereldkampioen na een seizoen lang gevochten te hebben met Mick Doohan (Rothmans-Honda) en Kevin Schwantz (Lucky Strike-Suzuki). Rainey's derde opeenvolgende wereldtitel in het seizoen 1992 had veel te maken met geluk, of liever met de pech van Mick Doohan. Van de eerste zeven GP's won Doohan er vijf en werd twee keer tweede. Toen brak hij tijdens de TT van Assen een been. Door complicaties dreigde zelfs het been geamputeerd te moeten worden. Op dat moment had hij 65 punten voorsprong op Rainey, maar Doohan miste vier wedstrijden en moest de titel aan Rainey laten. Ondanks alles werd Doohan tweede in het WK. Het seizoen 1993 werd gekenmerkt door een ernstig ongeval van Wayne Rainey, die een dwarslaesie opliep tijdens de Italiaanse GP en nooit meer zou kunnen lopen. Doohan begon het seizoen met herstellen van een polsbreuk. Kevin Schwantz begon het seizoen sterk met vier overwinningen in de eerste seizoenshelft, maar op het ogenblik van zijn ongeval had Rainey de leiding in het WK weer overgenomen. Na zijn wegvallen werd Schwantz wereldkampioen, maar Rainey eindigde als tweede. Het seizoen 1994 was het eerste van de "Doohan-era". Mick Doohan zou vier jaar op rij wereldkampioen worden. In dit eerste jaar verloor Honda sponsor Rothmans, die zijn activiteiten verplaatste naar het Williams-Renault Formule 1-team. Doohan won negen races, terwijl Schwantz herstelde van een fietsongeval. Met het wegvallen van Schwantz en Rainey bleek er weinig concurrentie over. Luca Cadalora, die Rainey's plaats bij Marlboro-Yamaha had overgenomen, won slechts twee races en John Kocinski wist met de Cagiva zelfs als derde te eindigen. In het seizoen 1995 kwam sponsor Repsol naar Honda. Deze Spaanse olie- en gasmaatschappij had eerder het ROC-Yamaha-team van de minder bekende coureur Juan López Mella gesteund, maar zou nu (in elk geval tot en met het seizoen 2023) bij Honda blijven. Dat had wellicht ook te maken met het feit dat Àlex Crivillé nu deel uitmaakte van het fabrieksteam, naast Mick Doohan. Aan het begin van het seizoen kreeg Doohan nog tegenstand van zijn voormalige teamgenoot en landgenoot Daryl Beattie (Suzuki), maar die raakte geblesseerd tijdens de TT van Assen. Doohan won zeven GP's, Beattie slechts twee en Doohan werd opnieuw wereldkampioen. Na drie races beëindigde Kevin Schwantz, na een gesprek met Wayne Rainey, zijn wegracecarrière. In het seizoen 1996 was Crivillé de grootst bedreiging voor Doohan, maar die wist hem slechts twee keer te verslaan. Doohan won acht van de zestien races en werd wereldkampioen, Crivillé werd tweede en Luca Cadalora (Kanemoto Racing-Honda) werd derde. Honda introduceerde een nieuwe productieracer, de Honda NSR 500 V tweetakt-V-twin. Er reden alleen nog fabrieksrijders mee, Tadayuki Okada (zevende) en Shinichi Ito (twaalfde). Suzuki verloor haar toprijder Daryl Beattie, die al voor het seizoen hoofdletsel had opgelopen en na een val in de Franse GP was zijn carrière feitelijk voorbij. Hij reed nog zonder succes in het seizoen 1997, maar stopte daarna. In dit seizoen brak Doohan het absolute record van Giacomo Agostini door twaalf races in één seizoen te winnen. Relatief gezien lagen de zaken anders, want het seizoen kende vijftien races, waarvan Doohan 80% won. Het seizoen 1972 had slechts dertien races, waarvan Agostini 84,6% won. In het seizoen 1970 won Agostini elf van de twaalf races. Dat was 91,7%. Tegenstand was er in 1997 niet. Zowel Yamaha als Suzuki konden geen vuist meer maken. Honda bezette de eerste vijf plaatsen in het WK met Mick Doohan, Tadayuki Okada, Nobuatsu Aoki, Àlex Crivillé en Takuma Aoki. Kenny Roberts had Yamaha verlaten en was zijn eigen team begonnen met de Modenas KR3 (Modenas Kenny Roberts-driecilinder), waar zijn zoon Kenny Roberts junior en Jean-Michel Bayle mee reden. In het seizoen 1998 had Erv Kanemoto zijn protégé Max Biaggi, die al vier jaar op rij wereldkampioen 250cc-was geworden, naar de 500cc-klasse gebracht. Hij kreeg een fabrieks-Honda NSR 500 en won daar de openingsrace zelfs mee. Biaggi grossierde in podiumplaatsen, maar kon Mick Doohan niet echt bedreigen voor de wereldtitel. Hij wist wel tweede te worden, voor Honda-fabrieksrijder Àlex Crivillé. In het seizoen 1999 kreeg Mick Doohan tijdens de GP van Spanje een ernstig ongeval, waardoor hij zijn carrière moest beëindigen. Kenny Roberts junior won met zijn Suzuki RGV 500 de eerste twee races, maar daarna nam Àlex Crivillé het stokje over om de eerste Spaanse 500cc-wereldkampioen te worden. Roberts werd wel tweede voor Tadayuki Okada. Na de tweede plaats voor Suzuki in 1999, kwam in het seizoen 2000 ook Yamaha sterk terug. De wereldtitel ging naar Kenny Roberts jr. (Suzuki), rookie Valentino Rossi (Honda) werd tweede en Max Biaggi (Yamaha) derde. Het seizoen 2001 was het laatste jaar voor de 500cc-klasse, die zou worden vervangen door de MotoGP, met viertakten tot 990 cc (hoewel de 500cc-motoren nog een jaar mee mochten doen). Het was ook het jaar dat Valentino Rossi zijn eerste van zeven wereldtitels in de hoogste klasse zou scoren. Hij won elf van de vijftien wedstrijden en werd met grote overmacht wereldkampioen met Honda. Max Biaggi (Yamaha) werd tweede en Loris Capirossi werd derde. 

##### Afbeeldingen jaren negentig

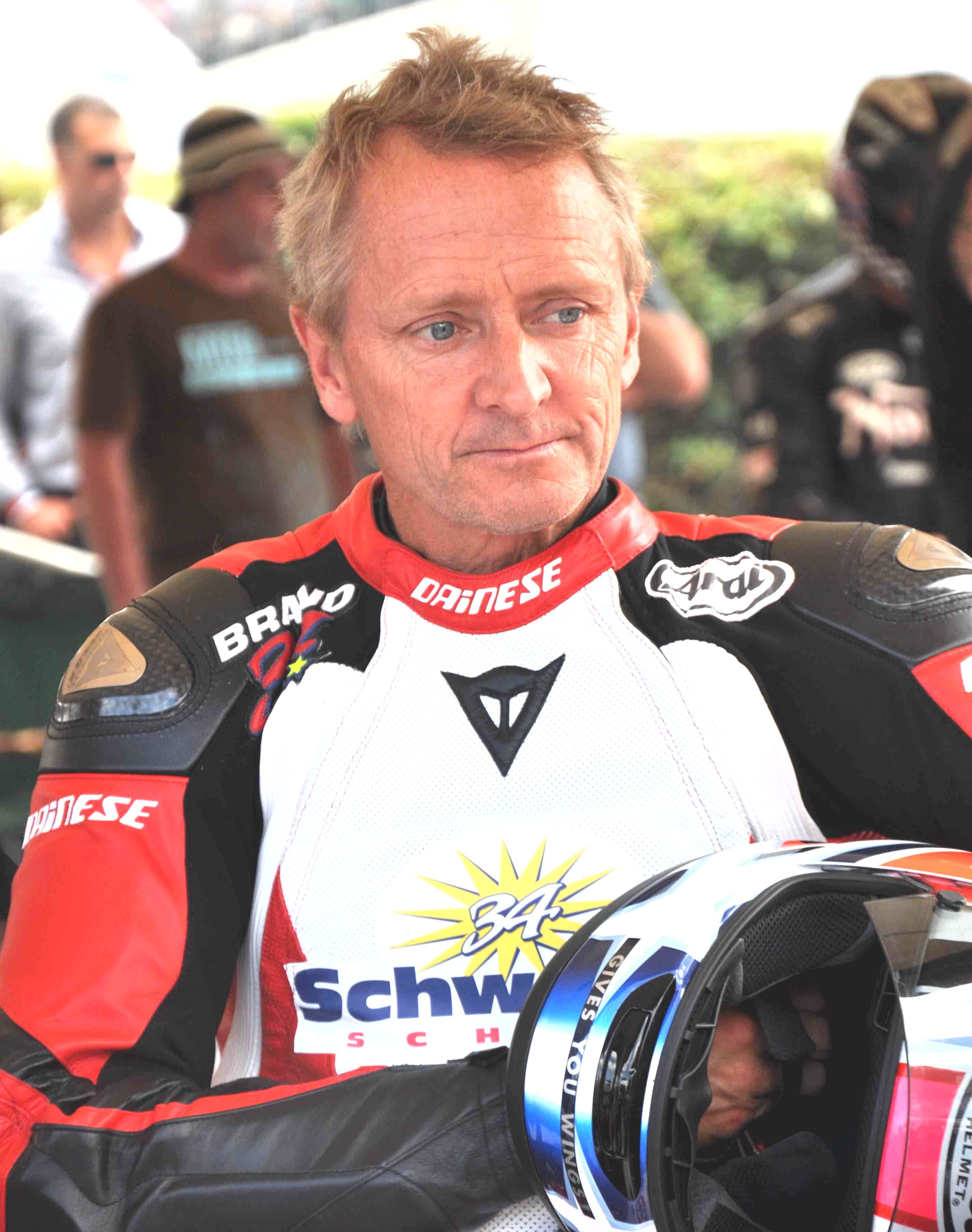
Kevin Schwantz, wereldkampioen in 1993
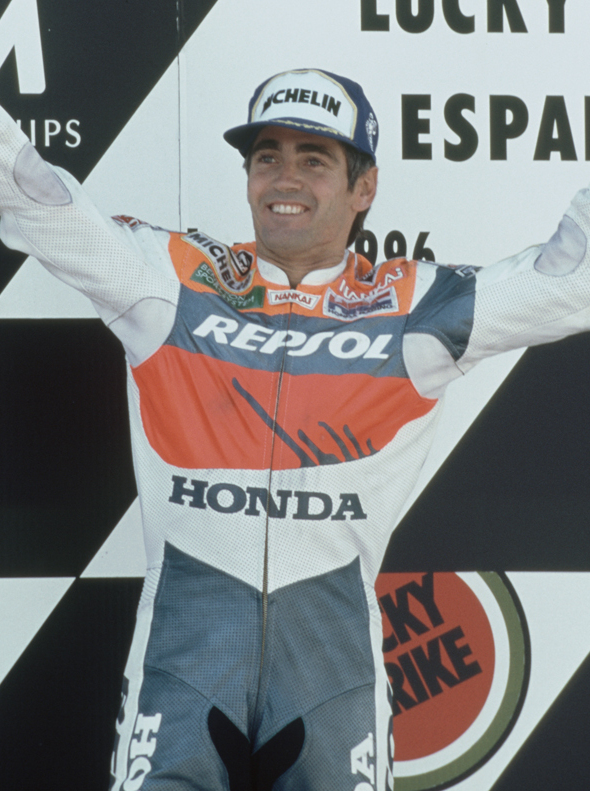
Mick Doohan, wereldkampioen in 1994, 1995, 1996, 1997 en 1998
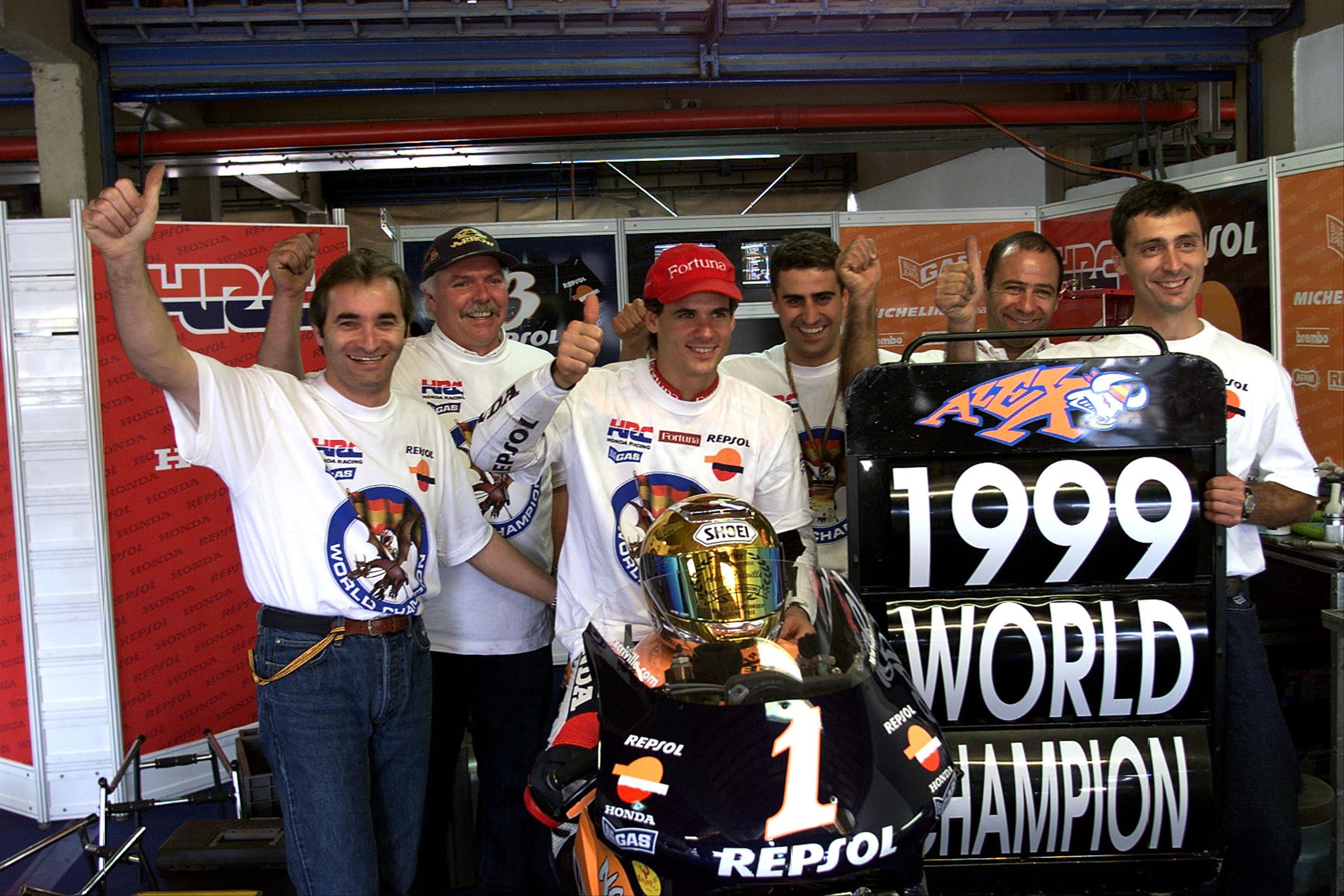
Àlex Crivillé, wereldkampioen in 1999
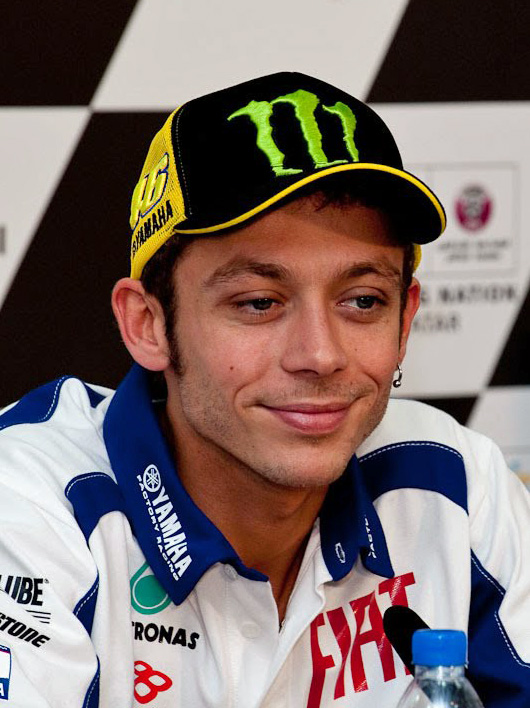
Valentino Rossi de laatste 500cc-wereldkampioen in 2001
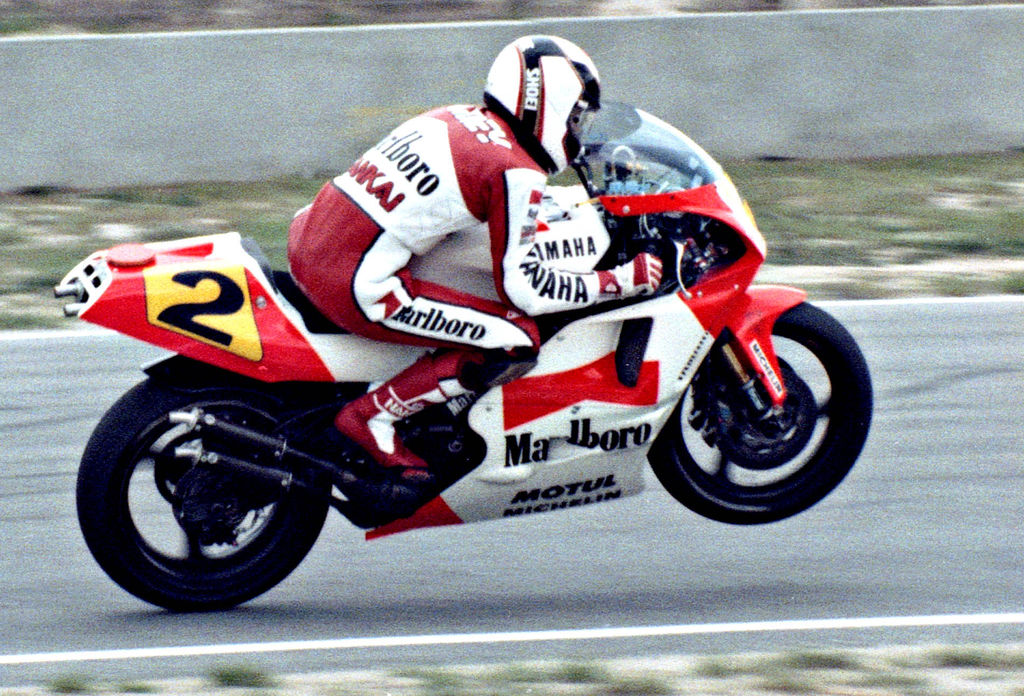
Wayne Rainey (Roberts-Marlboro-Yamaha) tijdens de GP van de USA in 1990
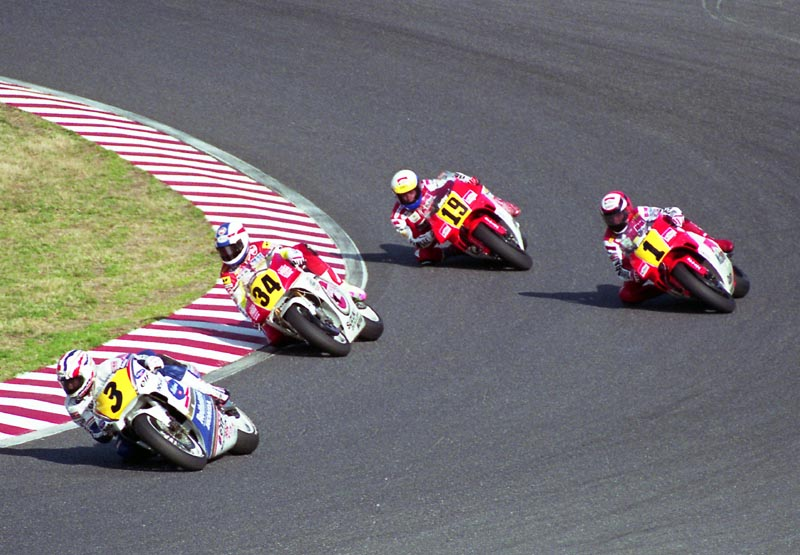
Typerend beeld voor het seizoen 1991: Doohan voor Schwantz, Rainey en Kocinski.
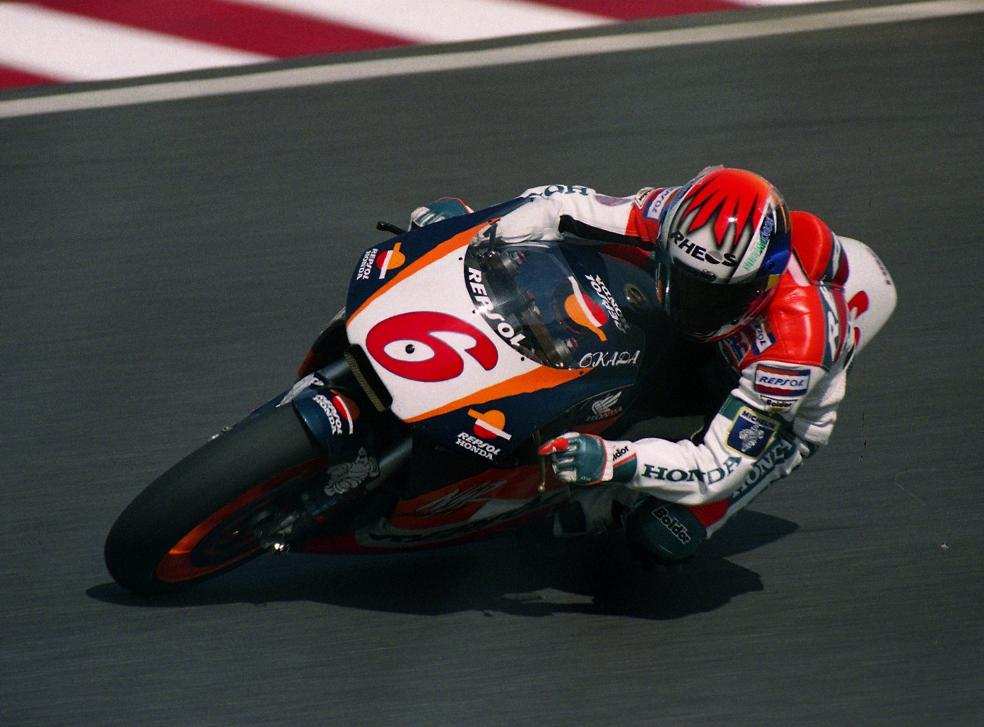
Tadayuki Okada op de Honda NSR 500 V-tweecilinder, Japan 1996
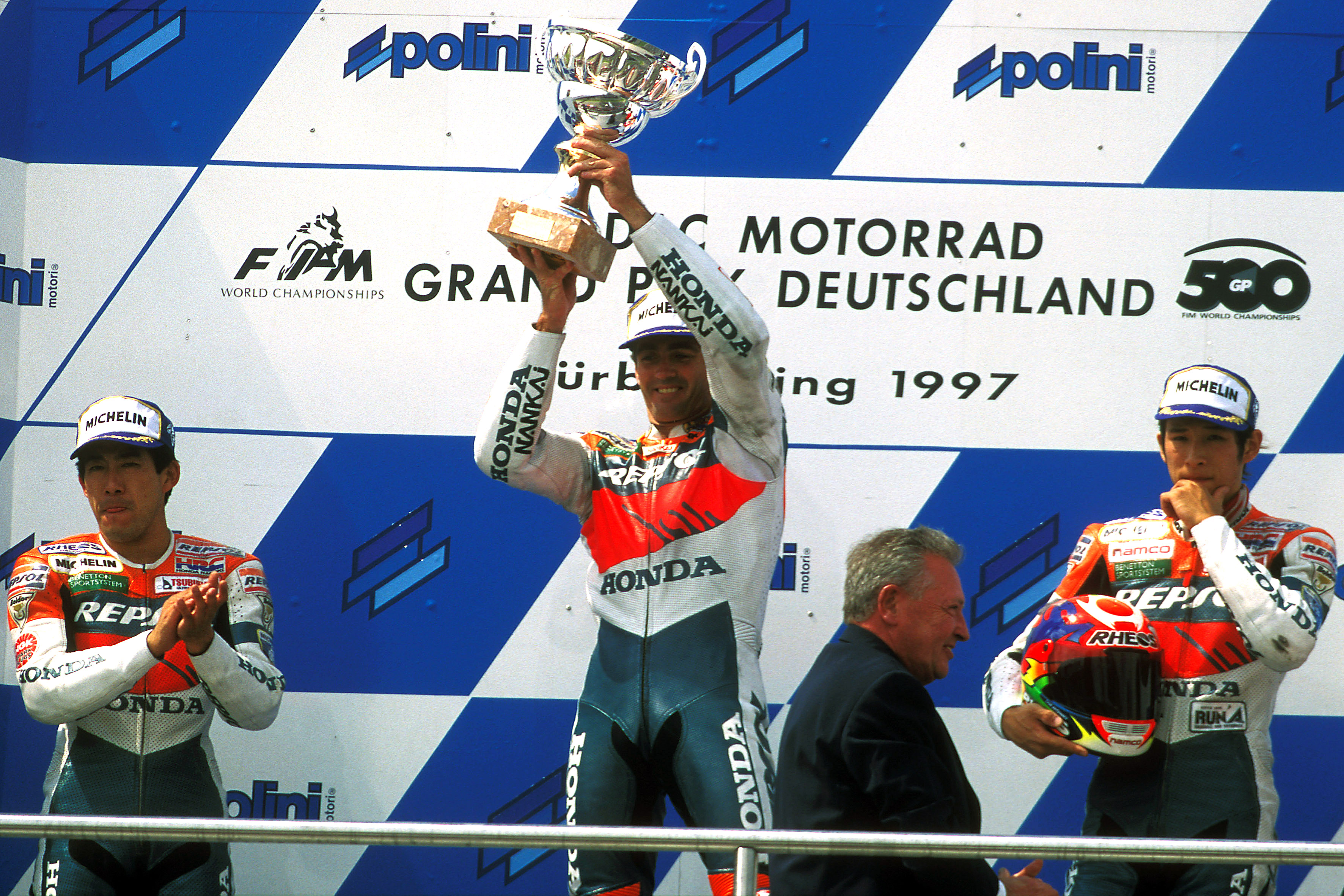
De overmacht van Repsol-Honda in 1997 in beeld: Tadayuki Okada (2e), Mick Doohan (1e) en Takuma Aoki (3e) na de Duitse Grand Prix.
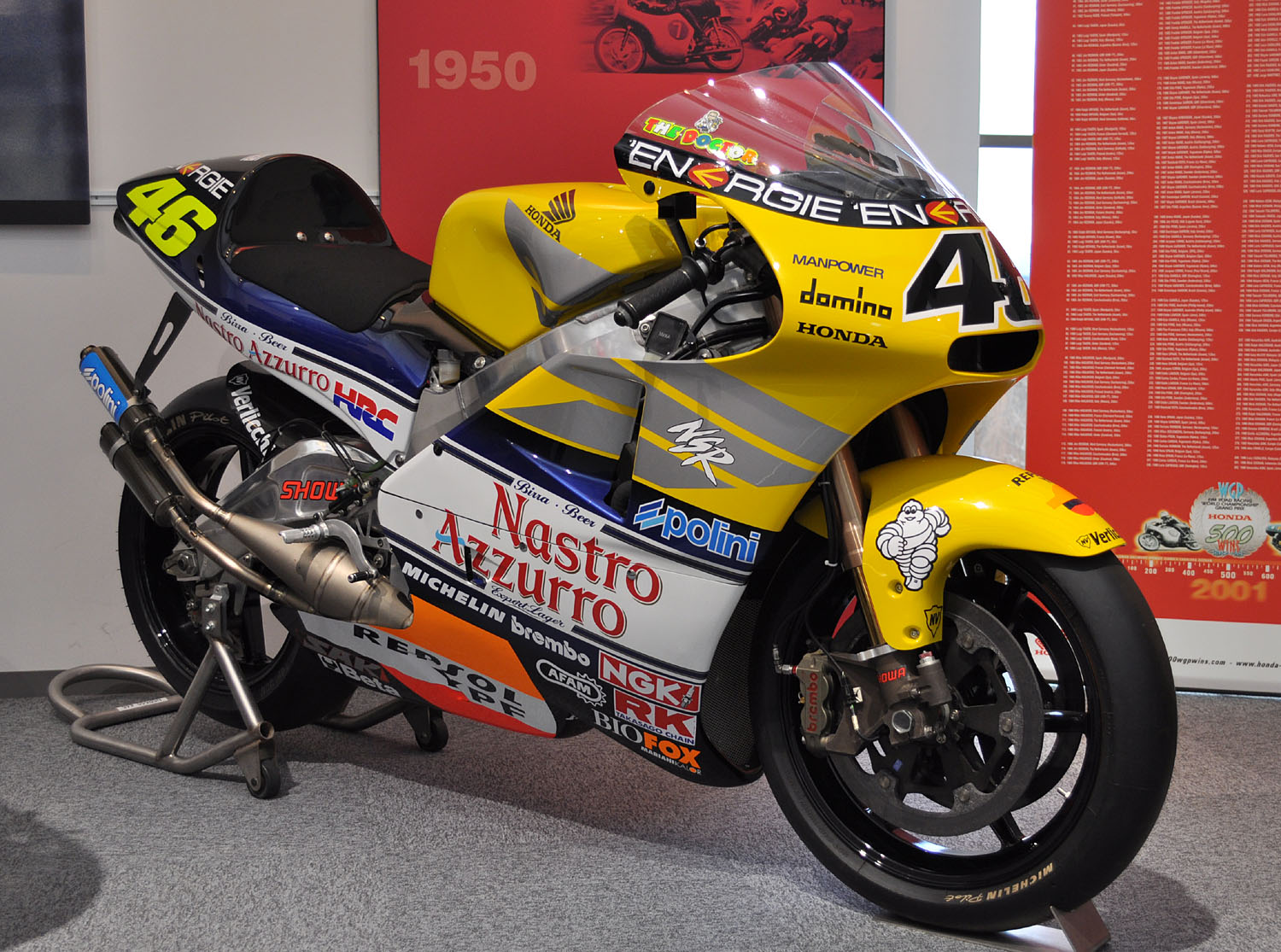
De laatste 500cc-wereldkampioensmotor, de Nastro Azzurro-Honda NSR 500 van Valentino Rossi uit 2001

### Wereldkampioenen
|  | Kampioen won in dat seizoen ook de wereldtitel 350 cc |
|  | Kampioen won in dat seizoen ook de wereldtitel 250 cc |

| Seizoen | Coureur           | Merk      | Constructeurstitel |
| ------- | ----------------- | --------- | ------------------ |
| 1949    | Leslie Graham     | AJS       | AJS                |
| 1950    | Umberto Masetti   | Gilera    | Norton             |
| 1951    | Geoff Duke        | Norton    | Norton             |
| 1952    | Umberto Masetti   | Gilera    | Gilera             |
| 1953    | Geoff Duke        | Gilera    | Gilera             |
| 1954    | Geoff Duke        | Gilera    | Gilera             |
| 1955    | Geoff Duke        | Gilera    | Gilera             |
| 1956    | John Surtees      | MV Agusta | MV Agusta          |
| 1957    | Libero Liberati   | Gilera    | Gilera             |
| 1958    | John Surtees      | MV Agusta | MV Agusta          |
| 1959    | John Surtees      | MV Agusta | MV Agusta          |
| 1960    | John Surtees      | MV Agusta | MV Agusta          |
| 1961    | Gary Hocking      | MV Agusta | MV Agusta          |
| 1962    | Mike Hailwood     | MV Agusta | MV Agusta          |
| 1963    | Mike Hailwood     | MV Agusta | MV Agusta          |
| 1964    | Mike Hailwood     | MV Agusta | MV Agusta          |
| 1965    | Mike Hailwood     | MV Agusta | MV Agusta          |
| 1966    | Giacomo Agostini  | MV Agusta | Honda              |
| 1967    | Giacomo Agostini  | MV Agusta | MV Agusta          |
| 1968    | Giacomo Agostini  | MV Agusta | MV Agusta          |
| 1969    | Giacomo Agostini  | MV Agusta | MV Agusta          |
| 1970    | Giacomo Agostini  | MV Agusta | MV Agusta          |
| 1971    | Giacomo Agostini  | MV Agusta | MV Agusta          |
| 1972    | Giacomo Agostini  | MV Agusta | MV Agusta          |
| 1973    | Phil Read         | MV Agusta | MV Agusta          |
| 1974    | Phil Read         | MV Agusta | Yamaha             |
| 1975    | Giacomo Agostini  | Yamaha    | Yamaha             |
| 1976    | Barry Sheene      | Suzuki    | Suzuki             |
| 1977    | Barry Sheene      | Suzuki    | Suzuki             |
| 1978    | Kenny Roberts sr. | Yamaha    | Suzuki             |
| 1979    | Kenny Roberts sr. | Yamaha    | Yamaha             |
| 1980    | Kenny Roberts sr. | Yamaha    | Suzuki             |
| 1981    | Marco Lucchinelli | Suzuki    | Suzuki             |
| 1982    | Franco Uncini     | Suzuki    | Suzuki             |
| 1983    | Freddie Spencer   | Honda     | Honda              |
| 1984    | Eddie Lawson      | Yamaha    | Honda              |
| 1985    | Freddie Spencer   | Honda     | Honda              |
| 1986    | Eddie Lawson      | Yamaha    | Yamaha             |
| 1987    | Wayne Gardner     | Honda     | Yamaha             |
| 1988    | Eddie Lawson      | Yamaha    | Yamaha             |
| 1989    | Eddie Lawson      | Honda     | Honda              |
| 1990    | Wayne Rainey      | Yamaha    | Yamaha             |
| 1991    | Wayne Rainey      | Yamaha    | Yamaha             |
| 1992    | Wayne Rainey      | Yamaha    | Honda              |
| 1993    | Kevin Schwantz    | Suzuki    | Yamaha             |
| 1994    | Mick Doohan       | Honda     | Honda              |
| 1995    | Mick Doohan       | Honda     | Honda              |
| 1996    | Mick Doohan       | Honda     | Honda              |
| 1997    | Mick Doohan       | Honda     | Honda              |
| 1998    | Mick Doohan       | Honda     | Honda              |
| 1999    | Àlex Crivillé     | Honda     | Honda              |
| 2000    | Kenny Roberts jr. | Suzuki    | Yamaha             |
| 2001    | Valentino Rossi   | Honda     | Honda              |

## Trivia

### Eervolle vermelding: Norton Manx
Slechts één 500cc-wereldtitel, maar de Norton Manx was voor privérijders heel lang de racer van hun keuze. In naam verscheen hij pas in 1949, maar hij kwam voort uit de in 1927 door Walter Moore ontwikkelde Norton CS1. Na Moore's vertrek werd hij tot Norton International doorontwikkeld door Joe Craig en Arthur Carroll. Van deze machine bestonden fabrieksracers, maar ook productieracers en clubmanracers (de echte amateurraces met motorfietsen die "street legal" waren). Klanten konden hun Norton sneller maken met een andere uitlaat, olietank, benzinetank, remnaven en een Amal TT-carburateur. Na de Tweede Wereldoorlog werd de Manx voor Joe Craig (die even bij AJS had gewerkt) zijn enige en belangrijkste project, maar veel technische verbeteringen kon hij niet aanbrengen. Een uitzondering was het Featherbed frame van de broers Rex en Cromie McCandless. Dat was zo goed dat het het gebrekkige vermogen, dat altijd zo rond de 50 pk bleef hangen, kon camoufleren. Geoff Duke werd in 1951 wereldkampioen 500 cc, maar met de 350cc-Norton 40M Manx lukte hem dat ook in 1952. Die 350cc-versie was een groot deel van het succes van de Norton Manx. Norton stopte als fabrieksteam in 1955, maar privérijders bleven nog heel lang trouw aan de Manx. Dat had twee oorzaken: Er waren nauwelijks productieracers te koop en bij deelname aan internationale wedstrijden werd startgeld betaald. Om de reis- en verblijfskosten te bekostigen moest men zo veel mogelijk startgeld vangen en met de Norton Manx was dat heel eenvoudig. Het 500cc-blok was in korte tijd te vervangen door een 350cc-blok en zo kon men in twee klassen starten met slechts één motorfiets. De laatste WK-punten werden in het seizoen 1971 gescoord door Gerry Mateer en Stan Woods tijdens de Ulster Grand Prix. En dat voor een ontwerp uit 1927...

### Eervolle vermelding: Yamaha TZ 350
Begin jaren zeventig konden privérijders niet meer bouwen op de Norton Manx en de Matchless G50. Deze verouderde eencilinders waren veel te traag om een MV Agusta bij te houden, maar nu konden ze ook niet meer opboksen tegen opgevoerde straatmotoren als de Kawasaki H 1 R of de Suzuki T 500. Men kon natuurlijk ook een dergelijke machine aanschaffen, maar die was alleen geschikt voor de 500cc-klasse. En van het startgeld van slechts een klasse konden niet altijd de reis- en verblijfskosten worden betaald. Met een Yamaha TZ 350 kon natuurlijk in de 350cc-klasse worden gereden, maar met iets opgeboorde cilinders en iets grotere zuigers kwam te machine op 351 à 354 cc en dan mocht er aan 500cc-races worden deelgenomen. Al in het seizoen 1972 werden dergelijke opgevoerde Yamaha's (toen nog de Yamaha TR 3) derde en vierde in het 500cc-wereldkampioenschap. Al snel bestond het 500cc-startveld voor het grootste deel uit Yamaha TZ 350's, tot in het seizoen 1976 de Suzuki RG 500 als productieracer werd uitgebracht.

### (Dure) vergissingen
In de loop van de geschiedenis zijn er heel wat modellen ontwikkeld die het uiteindelijk (net) niet haalden.
Aermacchi Ala d'Oro
In sommige gevallen waren het niet al te dure projecten, zoals de Aermacchi Ala d'Oro-serie (1960-1970), die dicht bij de normale seriemodellen stond en niet al te veel extra inspanning en geld kostte. 
Matchless G45
De Matchless G45 (1953) kostte ook niet veel. Ze had het frame van de AJS 7R en het tweecilinder-motorblok van de Matchless G9. Bovendien was ze bedoeld als productieracer, een taak korte tijd later redelijk werd vervuld door de eencilinder Matchless G50. 
MV Agusta 500 6C en 500 4C Boxer
De zescilinder MV Agusta 500 6C uit 1957 was een duur project, maar of het een vergissing was is maar de vraag. Door de het verdwijnen van de concurrentie (Moto Guzzi en Gilera) was de machine simpelweg niet nodig. De latere MV Agusta 500 4C Boxer was wellicht wel nodig, maar MV had grote moeite om aan de geluidsnormen te voldoen en de machine verscheen nooit op een circuit. 
Norton Domiracer, Manx 500 F en Manx Low Boy
Norton deed, nadat het in 1955 zijn fabrieksteam had opgedoekt, nog enkele pogingen om racers te bouwen. De Norton Domiracer moest een productieracer worden, met de Lowboy-versie van het Featherbed frame van de Norton Manx en de tweecilinder van de Dominator Model 7. Maar Norton had ook twee duurdere mislukte projecten, de Norton Manx 500 F uit 1956 en de Norton Manx Low Boy uit 1960. 
Triumph T100GP
Triumph bouwde in 1946 de T100GP, waarvan de ontwikkelingskosten ongeveer 0 bedroegen. Freddie Clarke bouwde een door directeur Edward Turner ontwikkelde aggregaatmotor voor de luchtmacht in een frame. Die aggregaten hadden een aluminium cilinderblok en na de oorlog waren er genoeg overtollig. Turner was hier woedend over, want hij was strikt tegen racen, maar er werden er toch ongeveer 250 verkocht die weinig succes in races boekten. 
Kawasaki KR 500
De Kawasaki KR 500 uit 1980 werd ook geen succes. In zijn eerste seizoen kon er nauwelijks getest worden doordat coureur Kork Ballington een darmoperatie moest ondergaan, in zijn tweede seizoen werd Ballington slechts achtste in het WK, in het derde seizoen negende en daarna stopte Kawasaki met racen. 
ELF-Honda
Constructeur/ontwerper André de Cortanze bouwde racemotoren die allemaal voorzien waren van enkelzijdige voor- en achterwielophanging en naafbesturing. Dit ELF-project werd betaald door olieprocent Elf Aquitaine en Honda. Vanaf 1985 nam men deel aan het WK, zonder succes. Toch leverde het project wel iets op; Honda gebruikte het voor de ontwikkeling van haar Pro Arm enkelvoudige achtervork.
AJS V4
Een dure mislukking was de AJS V4 uit 1935. Ze was ontwikkeld door Bert Collier, die eerder al de Matchless Silver Hawk-V4 had gebouwd. De eerste AJS V4 had nog luchtkoeling en een compressor. Deze machine had grote koelproblemen en werd in 1939 vervangen door een watergekoelde opvolger. Het frame kon het vermogen echter niet aan, op snelle rechte stukken slingerde de AJS V4 op de hele breedte van het circuit. Na de oorlog werd het ontwerp toevertrouwd aan Joe Craig, die besloot een paralleltwin te bouwen, de AJS E90 "Porcupine". Daarmee werd Leslie Graham in 1949 de eerste 500cc-wereldkampioen.
Moto Guzzi Tre Cilindri, Quattro Cilindri en Otto Cilindri
De Moto Guzzi Tre Cilindri uit 1940 had best een succes kunnen worden, maar het uitbreken van de Tweede Wereldoorlog stak daar een stokje voor. 
Maar daarna maakte Moto Guzzi nog twee tamelijk spectaculaire vergissingen, eerst met de Quattro Cilindri uit 1952 van ingenieur Carlo Giannini. Deze langsgeplaatste motor met brandstofinjectie en cardanaandrijving die geen partij bleek te zijn voor de viercilinders van Gilera. 
Toen volgde het duurste project, de Otto Cilindri-achtcilinder van Giulio Cesare Carcano uit 1955. Dit peperdure ontwerp stuurde zo slecht dat de fabriekscoureurs uiteindelijk weigerden ermee te rijden. 
Honda NR 500
Wellicht de meest spectaculaire mislukking was die van de Honda NR 500 in de jaren 1979-1981. De machine ontstond omdat Soichiro Honda erop stond dat de nieuwe GP-racer een viertakt moest worden. De strijd tegen de tweetakten had MV Agusta in 1976 opgegeven omdat de viertaktmotoren niet aan de geluidseisen konden voldoen. De pers speculeerde al na de eerste geruchten in 1976 over de immens hoge toerentallen die een viertakt moest draaien om het vermogen van een tweetakt te evenaren. Het zou minstens een zescilinder moeten zijn, maar meer dan vier cilinders waren niet toegestaan. Het bleek ook een viercilinder te zijn, maar met ovale zuigers, twee drijfstangen per zuiger en acht kleppen en twee bougies per cilinder. Tijdens de presentatie bij de Britse GP van 1979 kwalificeerde Mick Grant zich helemaal niet, Takazumi Katayama kwalificeerde zich als 39e. Grand mocht als reserverijder toch starten, moest zijn motor twee keer aanduwen, maar viel al in de eerste bocht over zijn eigen olie. Katayama reed na de eerste ronde de pit in omdat hij vermogen miste. Dat alles voor de ogen van grote baas Soichiro Honda, die op de tribune zat. In de Franse GP kwalificeerden ze zich helemaal niet. In 1980 werd het monocoqueframe vervangen door een brugframe dat 16 kg zwaarder was en ook de bijzondere voorvork werd een normale telescoopvork. De machine werd zonder succes "als test" ingezet in internationale wedstrijden in het Verenigd Koninkrijk. Tijdens de Finse GP van 1980 kwamen ze 8,6 seconden tekort op de concurrentie. Dat was in het jaar ervoor nog 6 seconden geweest. Het motorblok, dat in 1980 al was verbouwd, werd in 1981 opnieuw veranderd. Toen was Honda gezwicht en werd er gewerkt aan de driecilinder-tweetakt Honda NS 500. Toch reed Freddie Spencer tijdens de Britse GP de NR 500 naar de vijfde plaats, tot hij met motorproblemen uitviel. De naam "NR", volgens Honda "New Racing" werd toen als spottend in "Never Ready" veranderd. In 1982 reed Ron Haslam de machine nog sporadisch in GP's, maar Spencer eindigde het WK als derde in de eindstand met de NS 500-tweetakt. Voor Honda was de NR 500 in 1983 nog slechts een "studieproject", bijna helemaal opgebouwd uit koolstofvezel. Zo probeerde Honda de mislukking ook goed te praten. Het was altijd slechts een studieproject geweest, "vooral bedoeld om te leren voor de normale productie-motorfietsen. De winst zat in kennis over het oplossen van stuur- en remproblemen met 16 inch wielen, het gebruik van koolstofvezel, het gebruik van het monocoque frame, het gebruik van bijzondere veersystemen, gebruik van allerlei kunststoffen, vervaardigen van onderdelen uit titanium, het ontwikkelen van de stroomlijnkuipen, het bouwen van V-motoren, de techniek van de toepassing van ovale zuigers en het bouwen van koolstofvezel frames".